# فوكس نيوز
قناة فوكس نيوز (بالإنجليزية: FOX NEWS)‏ هي قناة إعلامية إخبارية أمريكية تُعرض في الولايات المتحدة والعالم من خلال الباقات الأساسية لشبكات التليفزيون الكبلي الأرضية وهي كذلك فضائية إخبارية تبث عن طريق الأقمار الاصطناعية، وتملكها مجموعة فوكس الترفيهية وهي شركة تابعة لشركة فوكس للقرن 21.
القناة تعتبر واحدة من أهم القنوات التي تعبّر عن وجهة نظر المحافظين في الولايات المتحدة وواحدة من أهم القنوات التي تنحاز في تغطيتها الإخبارية لإسرائيل في المطلق، وتعادي القضية الفلسطينية والعرب والمسلمين بشكل علني. ساندت بقوة المرشح الجمهوري للانتخابات الأمريكية 2008 جون ماكين ووقفت ضد الرئيس الأمريكي السابق باراك أوباما الذي كان خصماً لماكين بشدة واتهمته بالإرهاب والآراء الاشتراكية وقلة الخبرة والكثير من الإشاعات والاتهامات ومنها أنه ذو أصل عربي وانتماءاته إسلامية. جدير بالذكر انها كانت ثاني قناة تعلن عن فوز باراك أوباما رئيسا للولايات المتحدة بعد قناة سي إن إن.
تُعْتَبَر فوكس نيوز من أهم قنوات تشكيل الرأي العام في أمريكا، إذ أنهُ اعتباراً من فبراير 2015 تصل فوكس نيوز لما يقرب من 94,700,000 بيت أميركي (81.4٪ عن طريق عملاء الكابل والأقمار الصناعية وشركات الاتصالات).، وهي تُبث في الأساس من الاستوديوهات الواقعة في مركز روكفلر في مدينة نيويورك.
أسس القناة قطب الاعلام الأسترالي الأمريكي روبرت مردوخ المعروف بمناصرته للصهيونية العالمية ودعمه المطلق لإسرائيل، وقد كان قد استأجر المستشار الإعلامي السابق للحزب الجمهوري ومدير هيئة الإذاعة الوطنية (NBC) روجر أيلز لمنصب رئيسها التنفيذي. بدأت القناة بثها في 7 أكتوبر 1996،  بحوالي 17 مليون مشترك عن طريق الكابلات الأرضية. وقد توغلت خلال أواخر التسعينات وفي العقد الأول من الألفية الجديدة لتصبح شبكة الكابلات الإخبارية السائدة في الولايات المتحدة.
تم وصف قناة فوكس نيوز بأن تقاريرها منحازة وتهدف لتعزيز الحزب الجمهوري وإدارات كل من جورج دبليو بوش ودونالد ترامب والقضايا المحافظة. وقد ذكر النقاد أن القناة «ضارة» على سلامة الأخبار بشكل عام. وقد علق موظفي قناة فوكس نيوز على ذلك بأن التقارير الإخبارية والتعليقات السياسية في القناة يعملان بشكل مستقل، ونفوا التحيز في نقل الأخبار. حالياً يملك روبرت مردوخ أكبر حصة من أسهم القناة، ويليه الوليد بن طلال صاحب قنوات روتانا.
تم إنشاء القناة من قبل قطب الإعلام الأسترالي الأمريكي روبرت مردوخ لجذب الجمهور المحافظ حيث عين مستشارًا إعلاميًا جمهوريًا سابقًا ومديرًا تنفيذيًا لقناة سي إن بي سي روجر آيلز كرئيس تنفيذي مؤسس لها. تم إطلاقه في 7 أكتوبر 1996 إلى 17 مليون مشترك في الكابل., نمت قناة فوكس نيوز خلال أواخر التسعينيات والعقد الأول من القرن الحادي والعشرين لتصبح الشبكة الإخبارية المهيمنة على الاشتراك في الولايات المتحدة  واعتبارًا من سبتمبر 2018 تلقى ما يقرب من 87118000 أسرة أمريكية (90.8 ٪ من مشتركي التلفزيون) قناة فوكس نيوز. في عام 2019 كانت Fox News هي شبكة الكابل الأعلى تصنيفًا بمتوسط 2.5 مليون مشاهد. مردوخ هو الرئيس التنفيذي الحالي وسوزان سكوت هي الرئيسة التنفيذية.
وُصفت قناة فوكس نيوز بأنها تمارس تغطية متحيزة لصالح الحزب الجمهوري، وإدارة جورج دبليو بوش ودونالد ترامب، وقضايا محافظة بينما تصور الحزب الديمقراطي بشكل سلبي. واعتبر النقاد القناة ضارة بسلامة الأخبار بشكل عام. فيما قال موظفو فوكس نيوز إن التقارير الإخبارية تعمل بشكل مستقل عن برامج الرأي والتعليقات، ونفوا التحيز في التقارير الإخبارية، بينما قال موظفون سابقون إن فوكس أمرهم بـ "تشويه الأخبار لصالح المحافظين". خلال رئاسة ترامب، لاحظ المراقبون وجود اتجاه واضح لقناة فوكس نيوز لتكون بمثابة "لسان حال" للإدارة، حيث تقدم "دعاية" و"حلقة ملاحظات" لترامب، حيث صرح أحد الباحثين الرئاسيين: لقد أتيت لمشاهدة التلفزيون الرسمي ".

## التاريخ
في مايو 1985 أعلن الناشر الأسترالي روبرت مردوخ أنه ورجل الصناعة الأمريكي والمحسن مارفن ديفيس يعتزمان تطوير «شبكة من المحطات المستقلة كقوة تسويق رابعة» للتنافس مباشرة مع سي بي إس وهيئة الإذاعة الوطنية وABC من خلال شراء ست محطات تلفزيونية مملوكة لشركة Metromedia . في يوليو 1985 أعلنت شركة 20th Century Fox أن مردوخ قد أكمل شرائه لـ 50 ٪ من فوكس فيلمد انترتينمنت (بالإنجليزية: Fox Filmed Entertainment)‏، الشركة الأم لشركة 20th Century Fox Film Corporation., بعد عام كسبت شركة 20th Century Fox 5.6 مليون دولار في فترتها المالية الثالثة المنتهية في 31 مايو 1986 على عكس خسارة 55.8 مليون دولار في الفترة الثالثة من العام السابق.
بعد ذلك، وقبل تأسيس FNC، اكتسب مردوخ خبرة في مجال الأخبار على مدار 24 ساعة عندما بدأت شركة سكاي يو كي التابعة لشركة نيوز كوربوريشن أول قناة إخبارية في أوروبا تعمل على مدار 24 ساعة (سكاي نيوز) في المملكة المتحدة في عام 1989. مع نجاح جهود شبكته الرابعة في الولايات المتحدة،  الخبرة المكتسبة من سكاي نيوز وتحول شركة 20th Century Fox، أعلن مردوخ في 31 يناير 1996، أن News Corp ستطلق قناة إخبارية على مدار 24 ساعة على أنظمة الكابلات والأقمار الصناعية في الولايات المتحدة كجزء من «المنصة العالمية» لبرامج فوكس نيوز كورب: «الشهية للأخبار - خاصة الأخبار التي تشرح للناس كيف تؤثر عليهم - يتوسع بشكل هائل».
في شباط / فبراير 1996 طلب مردوخ من السياسي السابق للحزب الجمهوري الأمريكي والمدير التنفيذي لشبكة إن بي سي،  روجر آيلز أن يبدأ قناة فوكس نيوز، بعد أن غادر قناة أمريكا توكينج التي أصبحت الآن إم إس إن بي سي، حيث طالب آيلز خمسة أشهر و14 ساعة عمل يوميًا وعدة أسابيع من عروض البروفة قبل إطلاقها في 7 أكتوبر 1996.
في بدايتها تمكنت 17 مليون أسرة من مشاهدة FNC؛  ومع ذلك فقد كانت غائبة عن أسواق الإعلام في مدينة نيويورك ولوس أنجلوس، وتألفت التغطية الإخبارية المتداولة خلال اليوم من عروض ذات موضوع فردي مدتها 20 دقيقة مثل Fox on Crime أو Fox on Politics، محاطة بعناوين الأخبار. وتضمنت المقابلات حقائق في أسفل الشاشة حول الموضوع أو الضيف. وكانت النشرة الإخبارية الرئيسية في ذلك الوقت The Schneider Report، مع تسليم مايك شنايدر للأخبار بخطى سريعة.
منذ البداية ركز FNC بشدة على العرض المرئي، وتم تصميم الرسومات لتكون ملونة وتجذب الانتباه؛ مما يساعد المشاهد على فهم النقاط الرئيسية لما يقال، حتى لو لم يتمكنوا من سماع المضيف (مع وجود نص على الشاشة يلخص موقف المحاور أو المتحدث، و«النقاط» عندما كان المضيف يقدم تعليقًا). كما أنشأت قناة فوكس نيوز برنامج "Fox News Alert" الذي أوقف برامجها المنتظمة عند ظهور خبر عاجل.

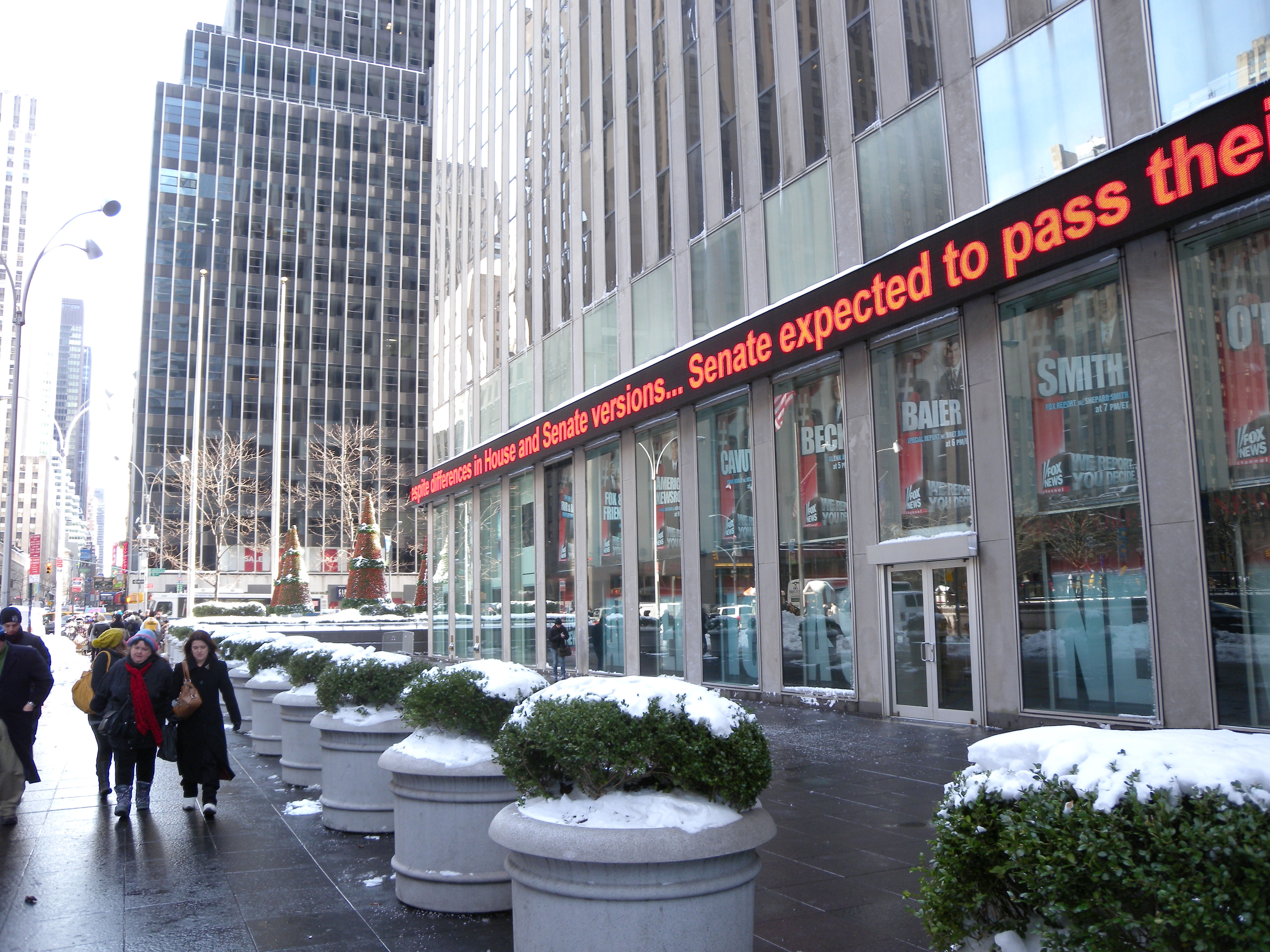
استوديوهات فوكس نيوز عام 2009.

لتسريع اعتمادها من قبل مزودي الكابلات دفعت Fox News أنظمة تصل إلى 11 دولارًا لكل مشترك لتوزيع القناة. يتناقض هذا مع الممارسة العادية حيث يدفع مشغلو الكابلات رسوم نقل المحطات مقابل البرمجة، وعندما اشترت تايم وورنر نظام تيد تيرنر للبث طلب مرسوم الموافقة الفيدرالية لمكافحة الاحتكار من تايم وورنر أن تبث قناة ثانية لجميع الأخبار بالإضافة إلى سي إن إن الخاصة بها على أنظمة الكابلات الخاصة بها. وحددت Time Warner قناة MSNBC باعتبارها القناة الإخبارية الثانوية، وليس قناة Fox News. وزعمت قناة فوكس نيوز أن هذا مخالف لاتفاق (لنقل فوكس نيوز). مستشهدة بموافقتها على الاحتفاظ بمقرها الرئيسي في الولايات المتحدة واستوديو كبير في مدينة نيويورك، جندت News Corporation مساعدة إدارة العمدة رودولف جولياني للضغط على Time Warner Cable (أحد مزودي خدمات الكابل في المدينة) لبث قناة Fox News في المدينة. وهدد مسؤولو المدينة باتخاذ إجراءات تؤثر على امتيازات كابل تايم وارنر في المدينة.
خلال هجمات 11 سبتمبر 2001 كانت فوكس نيوز أول مؤسسة إخبارية تدير شريط أخبار في أسفل الشاشة لمواكبة تدفق المعلومات في ذلك اليوم. وبقي الشريط لإعلام المشاهدين بالأخبار الإضافية التي قد لا يذكرها الصحفيون على الشاشة وتكرار الأخبار المذكورة أثناء البث؛ وأثبت الشريط شعبيته لدى المشاهدين.

## المواءمة السياسية
وُصفت قناة فوكس نيوز بأنها تمارس تغطية متحيزة لصالح الحزب الجمهوري وإدارة جورج دبليو بوش ودونالد ترامب وقضايا محافظة بينما تصور الحزب الديمقراطي بشكل سلبي. واعتبر النقاد القناة ضارة بسلامة الأخبار بشكل عام. وقال موظفو فوكس نيوز إن التقارير الإخبارية تعمل بشكل مستقل عن برامج الرأي والتعليقات ونفوا التحيز في التقارير الإخبارية بينما قال موظفون سابقون إن فوكس أمرهم بـ "تشويه الأخبار لصالح المحافظين". خلال رئاسة ترامب لاحظ المراقبون وجود اتجاه واضح لقناة فوكس نيوز لتكون بمثابة "لسان حال" للإدارة حيث تقدم "دعاية" و"حلقة ملاحظات" لترامب حيث صرح أحد الباحثين الرئاسيين: لقد أتيت لمشاهدة التلفزيون الرسمي ".

## المنافذ

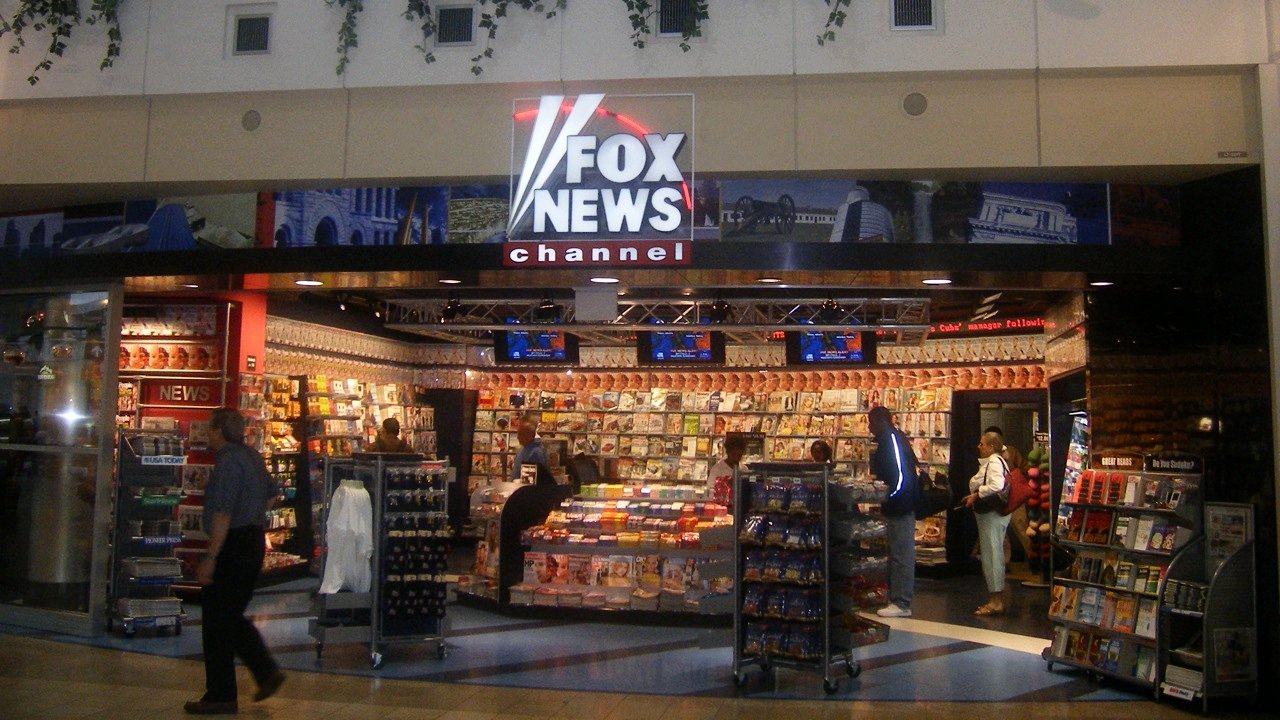
كشك جرائد المطار FNC في مطار مطار منيابولس-سنت بول الدولي

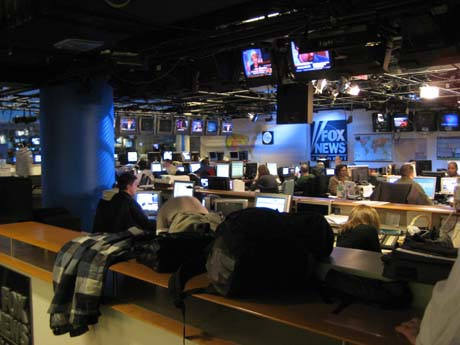
غرفة أخبار FNC، 15 نوفمبر 2007.

يحتفظ FNC بأرشيف لمعظم برامجه، ويتضمن هذا الأرشيف أيضًا سلسلة Movietone News من الأفلام الإخبارية من استوديو الأفلام الذي يحمل الاسم نفسه الآن ديزني توينتيث سينشوري فوكس. يتم التعامل مع ترخيص أرشيف فوكس نيوز بواسطة مصدر ITN قسم الأرشفة في آي تي إن.

### التلفاز
يقدم FNC مجموعة متنوعة من البرامج مع ما يصل إلى 15 ساعة من البث المباشر يوميًا بالإضافة إلى البرمجة والمحتوى لشركة شبكة فوكس التلفزيونية. حيث يتم بث معظم البرامج من مقر Fox News في مدينة نيويورك، حيث تشارك مقرها الرئيسي مع قناة فوكس بيزنس الشقيقة، وتمتلك قناة فوكس نيوز ثمانية استوديوهات في مقرها الرئيسي بمدينة نيويورك.
يتم بث البث الصوتي للقناة على راديو القمر الصناعي SiriusXM .
في 11 أكتوبر 2009 قالت فوكس نيوز في مقال فيصحيفة نيويورك تايمز إن برامجها الإخبارية الثابتة تبدأ من الساعة 9 صباحًا إلى 4 مساءً ومن 6 إلى 8 مساءً في أيام الأسبوع، ومع ذلك فإنها لا تقدم مثل هذه الادعاءات في برامجها الإذاعية الأخرى والتي تتكون أساسًا من الصحافة التحريرية والتعليق.
بدأت قناة فوكس نيوز البث بدقة 720 بكسل في 1 مايو 2008. وهذا التنسيق متاح لجميع مزودي خدمات الكابلات والأقمار الصناعية الرئيسيين.
تنتج مجموعة Fox News Group قناة Fox News Sunday والتي تبث على قناة Fox Broadcasting وتعيد بثها على FNC. وتنتج Fox News أيضًا تغطية أحداث خاصة عرضية يتم بثها على FBC.

### المذياع
مع نمو FNC قدمت الشركة قسم راديو فوكس نيوز في عام 2003. يقدم القسم الذي يتم نشره في جميع أنحاء الولايات المتحدة، نشرات إخبارية قصيرة وبرامج إذاعية حوارية تضم شخصيات من أقسام التلفزيون والإذاعة، وفي عام 2006 قدمت الشركة أيضًا Fox News Talk وهي محطة إذاعية فضائية تعرض برامج مشتركة من قبل (وتضم) شخصيات Fox News.

### عبر الإنترنت
تم تقديم موقع فوكس نيوز في ديسمبر 1995  ويتميز بأحدث تغطية بما في ذلك أعمدة من تلفزيون FNC والإذاعة والشخصيات عبر الإنترنت. تتوفر مقاطع الفيديو أيضًا على Foxnews.com وFoxbusiness.com.
ويستهدف Fox News Latino الجمهور من أصل إسباني على الرغم من تقديمه بالكامل تقريبًا باللغة الإنجليزية مع قسم إسباني.
في سبتمبر 2008 انضم FNC إلى قنوات أخرى في تقديم مقطع بث مباشر إلى موقعه على الويب: غرفة الإستراتيجية المصممة لجذب المشاهدين الأكبر سنًا. ويتم بثه خلال أيام الأسبوع من الساعة 9 صباحًا حتى الساعة 5 مساءً ويتخذ شكل مناقشة غير رسمية مع تعليق على الأخبار. تتضمن برامج المناقشة المنتظمة «ساعة العمل» و«الأخبار ذات الرؤية» و«حديث الله» . في مارس 2009، تم إطلاق The Fox Nation كموقع ويب يهدف إلى تشجيع القراء على نشر مقالات للتعليق على الأخبار. وخصص موقع Fox News Mobile لبث مقاطع الأخبار المنسقة للهواتف المحمولة التي تدعم الفيديو.

## التقييمات والاستقبال
في عام 2003 شهدت قناة Fox News قفزة كبيرة في التقييمات خلال المراحل الأولى من الغزو الأمريكي للعراق. وفي ذروة الصراع وفقًا لبعض التقارير حققت قناة Fox News زيادة في نسبة المشاهدة تصل إلى 300٪ (بمتوسط 3.3 مليون مشاهد يوميًا). في عام 2004 تجاوزت تصنيفات فوكس نيوز لبثها للمؤتمر الوطني الجمهوري تلك الخاصة بشبكات البث الرئيسية الثلاث. وخلال خطاب الرئيس جورج دبليو بوش جذبت قناة فوكس نيوز 7.3 مليون مشاهد على الصعيد الوطني. بلغ عدد مشاهدي NBC وABC وCBS 5.9 مليون و5.1 مليون و5.0 مليون على التوالي.
بين أواخر عام 2005 وأوائل عام 2006 شهدت فوكس نيوز انخفاضًا قصيرًا في التصنيفات، حسص كانت إحداها في الربع الثاني من عام 2006 عندما فقدت مشاهدي كل برنامج في وقت الذروة مقارنة بالربع السابق. فعلى سبيل المثال أنخفض جمهور التقرير الخاص مع بريت هيوم بنسبة 19 ٪. بعد عدة أسابيع، في أعقاب اختبار الصاروخ الكوري الشمالي عام2006، وحرب لبنان 2006 شهدت قناة فوكس ارتفاعًا في نسبة المشاهدة وظلت القناة الإخبارية الكبلية المصنفة رقم 1. وقد أنتج Fox ثمانية من العشرة الأوائل من البرامج الإخبارية الليلية الأكثر مشاهدة، مع احتلال The O'Reilly Factor وHannity & Colmes المركزين الأول والثاني على التوالي.
احتلت FNC المرتبة الثامنة في نسبة المشاهدة بين جميع قنوات الكابل في عام 2006 ورقم 7 في عام 2007. واحتلت القناة المرتبة الأولى خلال أسبوع انتخاب باراك أوباما (3-9 نوفمبر) في عام 2008 ووصلت إلى المركز الأول مرة أخرى في يناير 2010 (خلال أسبوع انتخابات مجلس الشيوخ الخاصة في ولاية ماساتشوستس). بمقارنة Fox بمنافسيها على مدار 24 ساعة، وفي مايو 2010 اجتذبت القناة متوسط جمهور في وقت الذروة اليومي بلغ 1.8 مليون مشاهد (مقابل 747000 لـ MSNBC و595000 لـ CNN).
في سبتمبر 2009 نشر مركز بيو للأبحاث تقريرًا عن وجهة النظر العامة للمؤسسات الإخبارية الوطنية. وفي التقرير صنف 72 في المائة من مشاهدي شبكة فوكس الجمهورية الذين تم استطلاع آرائهم القناة على أنها «مواتية»، في حين شارك هذا الرأي 43 في المائة من المشاهدين الديمقراطيين المستطلعين و55 في المائة من جميع المشاهدين المستطلعين. ومع ذلك تم منح فوكس أعلى تصنيف «غير موات» لجميع المنافذ الوطنية التي خضعت للدراسة (25 في المائة من جميع المشاهدين الذين شملهم الاستطلاع)، وتابع التقرير أن «الاختلافات الحزبية في وجهات نظر فوكس نيوز زادت بشكل كبير منذ عام 2007».
خلص استطلاع رأي حول السياسة العامة في عام 2013 إلى أن التصورات الإيجابية عن المجلس الوطني الاتحادي قد تراجعت عن عام 2010. وقال 41٪ من الناخبين الذين شملهم الاستطلاع إنهم يثقون به، بنقص 49٪ عن عام 2010 بينما قال 46٪ إنهم لا يثقون به، بزيادة 37٪ عن عام 2010. كما أطلق عليها 34٪ من الذين شملهم الاستطلاع اسم الشبكة «الأكثر موثوقية» أي أكثر من أي شبكة أخرى.

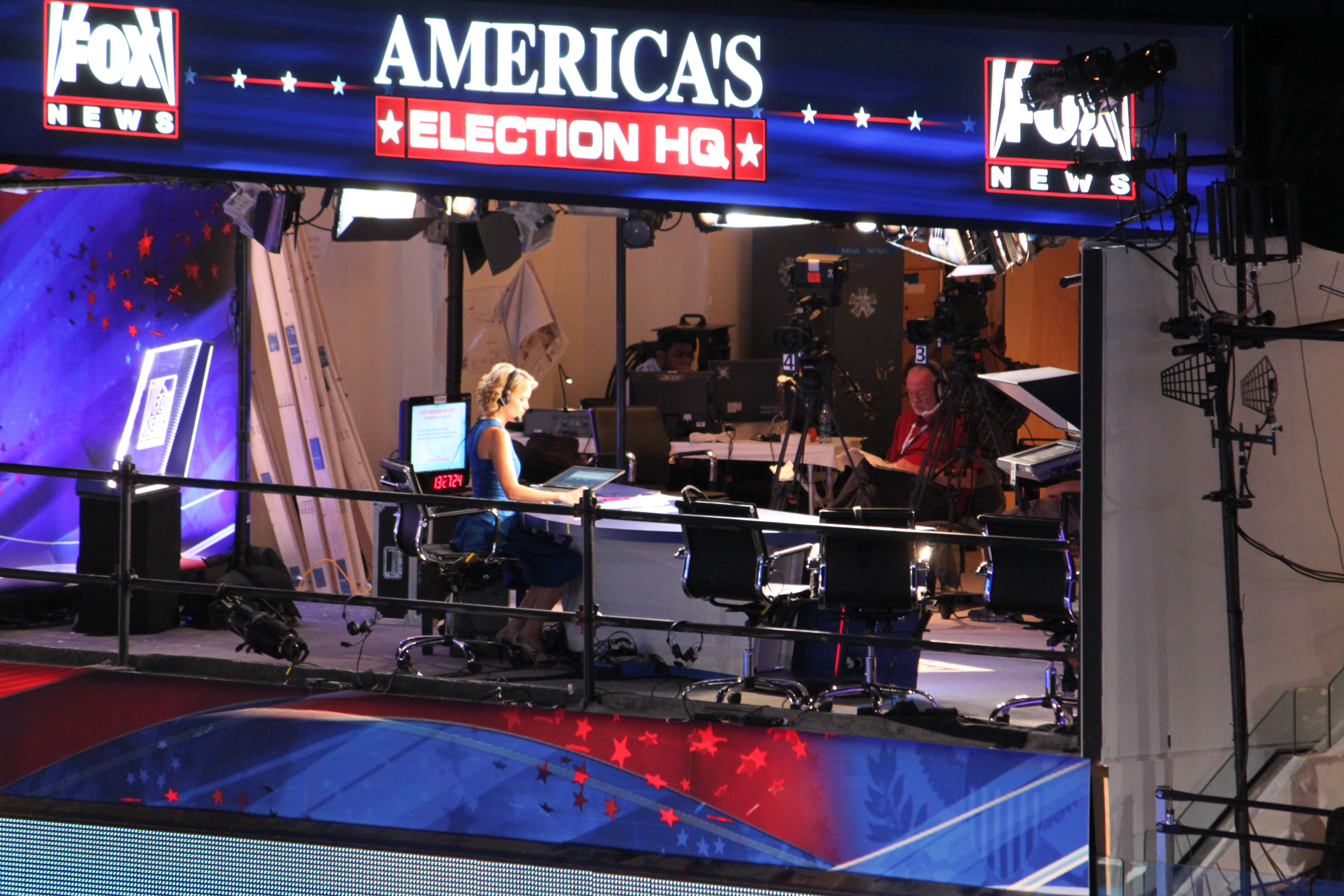
مذيعة آنذاك -فوكس ميجين كيلي تغطي المؤتمر الوطني الديمقراطي لعام 2012

في ليلة 22 أكتوبر 2012 سجلت فوكس رقماً قياسياً في البث التلفزيوني الأعلى تقييمًا حيث بلغ 11.5 مليون مشاهد في المناظرة الرئاسية الأمريكية الثالثة. وفي وقت الذروة في الأسبوع السابق بلغ متوسط عدد مشاهدي Fox ما يقرب من 3.7 مليون مشاهد بمتوسط يومي إجمالي بلغ 1.66 مليون مشاهد.
في وقت الذروة وإجمالي تقييمات اليوم للأسبوع من 15 إلى 21 أبريل 2013 أثناء تغطيتها لتفجير ماراثون بوسطن، كانت أعلى شبكة في التلفزيون الأمريكي لأول مرة منذ أغسطس 2005 عندما ضرب إعصار كاترينا ساحل الخليج بالولايات المتحدة. وكان يناير 2014 هو الشهر الـ 145 على التوالي لقناة فوكس نيوز باعتبارها القناة الإخبارية الأولى في الكابل. وخلال ذلك الشهر، فازت Fox News على سي إن إن وإم إس إن بي سي معًا في إجمالي المشاهدين في كل من ساعات وقت الذروة واليوم الإجمالي. وفي الربع الثالث من عام 2014 كانت الشبكة هي القناة الكبلية الأكثر مشاهدة خلال ساعات الذروة. وخلال الأسبوع الأخير من الحملة الانتخابية لانتخابات الولايات المتحدة 2014 حصلت Fox News على أعلى التقييمات لأي قناة تلفزيونية أو أخبار أو غير ذلك. وفي ليلة الانتخابات نفسها حظيت تغطية Fox News بتصنيفات أعلى من أي من المصادر الإخبارية الخمسة الأخرى عبر الكابل أو الشبكة بين المشاهدين الذين تتراوح أعمارهم بين 25 و54 عامًا. واستضافت الشبكة أول منتدى لمرشحي الحزب الجمهوري في وقت الذروة لحملة 2016 في 6 أغسطس، وقد وصل النقاش إلى رقم قياسي بلغ 24 مليون مشاهد وهو أكبر عدد من المشاهدين لأي حدث إخباري.
في عام 2018 صنفت شركة Nielsen قناة Fox News على أنها شبكة الكابل الأكثر مشاهدة في أمريكا، حيث بلغ متوسط عدد المشاهدين 2.4 مليون مشاهد في وقت الذروة واليوم الإجمالي خلال الفترة من 1 يناير إلى 30 ديسمبر 2018 
أدى وباء COVID-19 إلى زيادة نسبة المشاهدة لجميع شبكات الأخبار الكبلية، ففي الربع الأول من عام 2020 (1 يناير - 31 مارس)، سجلت قناة فوكس نيوز أعلى ربع سنوي لها في تاريخ الشبكة، حيث أظهر نيلسن متوسط جمهور إجمالي في وقت الذروة يبلغ 3.387 مليون مشاهد، وكان برنامج شون هانيتي في الساعة 9 مساءً بالتوقيت الشرقي هو العرض الأعلى تقييمًا في أخبار الكابلات للربع الذي بلغ متوسطه 4.2 مليون مشاهد، وهو رقم لم يتفوق فقط على جميع منافساتها الإخبارية عبر الكابل، بل وضعها أيضًا في صدارة منافسة الشبكة في نفس الفترة الزمنية. أنهى Fox الربع مع أفضل خمسة عروض في وقت الذروة، حيث أنهى Fox's Tucker Carlson Tonight الربع في المركز الثاني بشكل عام بمتوسط جمهور يبلغ 4.2 مليون مشاهد، يليه The Five وThe Ingraham Angle وSpecial Report with Bret Baier. وكان عرض Rachel Maddow هو أعلى عرض غير Fox على الكابل، حيث جاء في المركز السادس. وأنهى الربع الثاني والعشرين بالمركز الثاني والعشرون كان The Lead with Jake Tapper، وكان العرض الأعلى تقييماً على سي إن إن.
وفقًا لمقال نشرته قناة Fox News حول هذا الموضوع بلغ متوسط عدد مشاهدي Fox & Friends عدد 1.8 مليون مشاهد، وأشارت مقالة Fox News نفسها إلى أن شبكة Fox Business قد سجلت أيضًا أعلى ربع سنوي لها في التاريخ وأن قناة Fox News نفسها قد أنهت شهر مارس كأعلى شبكة في الكابل تصنيفًا للشهر الخامس والأربعين على التوالي «... وتفوقت المنصات الرقمية أيضا».
وفقا لصحيفة لوس أنجلوس تايمز في 19 أغسطس 2020: «كان لقناة فوكس نيوز ستة من 11 برامج في وقت الذروة أعلى تصنيف في الأسبوع الماضي إلى المركز الأول في سباق تصنيفات شبكة للمرة الثالثة منذ يونيو حزيران» عام 2020.
أظهر استطلاع أجرته شركة Morning Consult في الأسبوع الذي تلا يوم الانتخابات 2020 أن 30٪ من الجمهوريين في الولايات المتحدة لديهم رأي غير مواتٍ لـ Fox News، بينما رأى 54٪ من الجمهوريين الشبكة بشكل إيجابي، مقارنة بـ 67٪ قبل الانتخابات. وأشارت قصة إخبارية من McClatchy إلى أن نقد دونالد ترامب كان السبب الرئيسي، فضلاً عن دعوة الشبكة المبكرة لأريزونا لجو بايدن ثم الانضمام لاحقًا إلى شبكات أخرى في إعلان فوز بايدن في انتخابات 2020.
كما انخفضت تقييمات فوكس نيوز على الرغم من أنه ظل متقدمًا على الشبكات الأخرى بشكل عام، إلا أن عرضه الصباحي تراجع من المركز الأول لأول مرة منذ عام 2001. أوصى ترامب بـ OANN، والتي كانت تكتسب مشاهدين. كان Newsmax يتزايد أيضًا في شعبيته.

### التركيبة السكانية للمشاهدين
وفقًا لاستطلاع أجرته مؤسسة غالوب عام 2013 فإن 94٪ من مشاهدي قناة فوكس «إما أن يكونوا جمهوريين ضعفاء». أظهر استطلاع Pew لعام 2019 أنه من بين الأشخاص الذين أطلقوا على Fox News كمصدر رئيسي للأخبار السياسية والانتخابية، فإن 93 ٪ منهم يعتبرون جمهوريين. من بين أفضل ثمانية مصادر إخبارية سياسية حددها ما لا يقل عن 2٪ من البالغين الأمريكيين، أظهرت النتائج أن قنوات فوكس نيوز وإم إس إن بي سي هما القناتان الإخباريتان اللتان تتمتعان بأكبر قدر من الجماهير.
كما أشار مقال في صحيفة نيويورك تايمز، استنادًا إلى إحصائيات نيلسن يبدو أن لدى فوكس مجموعة سكانية في الغالب. في عام 2008، في الفئة العمرية 25-54، كان لدى Fox News متوسط 557000 مشاهد، لكنها انخفضت إلى 379000 في عام 2013 مع زيادة جمهورها الإجمالي من 1.89 مليون في عام 2010 إلى 2.02 مليون في عام 2013. كان متوسط عمر عارض أوقات الذروة 68 عامًا اعتبارًا من 2015 . أظهر استطلاع أجراه مركز بيو للأبحاث عام 2019 أنه من بين أولئك الذين أطلقوا على فوكس نيوز كمصدر رئيسي للأخبار السياسية، 69٪ هم في سن 50 أو أكثر 

## الشعار
استخدمت قناة فوكس نيوز في الأصل شعار «عادل ومتوازن» والذي صاغه المؤسس المشارك للشبكة روجر آيلز أثناء إنشاء الشبكة. ووصفت صحيفة نيويورك تايمز الشعار بأنه «إشارة فظة على أن فوكس نيوز خططت لمواجهة ما اعتبره السيد آيلز والعديد من الآخرين تحيزًا ليبراليًا متأصلًا في التغطية التلفزيونية من قبل شبكات الأخبار المؤسسة». وفي مقابلة عام 2013 مع بيتر روبنسون من معهد هوفر دافع روبرت مردوخ عن شعار الشركة «العادل والمتوازن» قائلاً «في الواقع ستجد عددًا من الديمقراطيين يساوي عدد الجمهوريين وما إلى ذلك».
في أغسطس 2003 رفعت قناة فوكس نيوز دعوى قضائية ضد الممثل الكوميدي آل فرانكن بسبب استخدامه للشعار كعنوان فرعي لكتابه الأكاذيب والكذابون الذين يخبرونهم: نظرة عادلة ومتوازنة على اليمين والتي تنتقد قناة فوكس نيوز. تم إسقاط الدعوى بعد ثلاثة أيام بعد أن رفض القاضي ديني تشين طلبها بإصدار أمر قضائي في قراره، قضى تشين أن القضية «بلا أساس على الإطلاق من الناحية الواقعية والقانونية»، وومضى يقترح أن علامة فوكس نيوز التجارية على عبارة «عادل ومتوازن» قد تكون غير صالحة. في ديسمبر 2003 ربحت FNC معركة قانونية بشأن الشعار عندما قدمت AlterNet عريضة إلغاء إلى مكتب الولايات المتحدة للبراءات والعلامات التجارية (USPTO) لإلغاء علامة FNC التجارية باعتبارها غير دقيقة، وضمنت AlterNet الفيلم الوثائقي Outfoxed (2004) لروبرت غرينوالد كدليل داعم في قضيتها. وبعد خسارة الاقتراحات المبكرة سحبت AlterNet التماسها؛ فيما رفض USPTO القضية. في عام 2008 استخدم المجلس الوطني الاتحادي شعار «نحن نبلغ، أنت تقرر»، في إشارة إلى «أنت تقرر عام 2008» (الشعار الأصلي للمجلس الوطني الاتحادي لتغطية قضايا الانتخابات).
في أغسطس 2016 بدأت قناة فوكس الإخبارية بالتخلص التدريجي من شعار «عادل ومتوازن» لصالح «الأكثر مشاهدة والأكثر ثقة»؛ عندما تم الإبلاغ عن هذه التغييرات في يونيو 2017 من قبل غابرييل شيرمان (كاتب كتب سيرة ذاتية عن Ailes)، وقال مسؤول تنفيذي للشبكة إن التغيير «لا علاقة له بالبرمجة أو قرارات التحرير». فيما أستنتجت وسائل الإعلام بأن قناة فوكس نيوز ترغب في إبعاد نفسها عن فترة روجر آيلز في الشبكة. في مارس 2018 قدمت الشبكة حملة إعلانية جديدة، أخبار حقيقية. رأي صادق حقيقي. تهدف الحملة الإعلانية إلى الترويج لبرامج الشبكة القائمة على الرأي والتصورات المضادة حول «الأخبار الزائفة». ولا تزال فوكس نيوز تحتفظ بشعاراتها «عادل ومتوازن» و«الأكثر مشاهدة. الأكثر ثقة.».

## المحتوى

### تأييد الجمهوريين وترامب
تم وصف قناة فوكس نيوز على نطاق واسع بأنها تقدم تقارير متحيزة لصالح المواقف السياسية المحافظة،  للحزب الجمهوري  والرئيس دونالد ترامب. وقد وصف العالم السياسي جوناثان بيرنشتاين قناة فوكس نيوز بأنها جزء موسع من الحزب الجمهوري، وقالا عالما السياسة مات جروسمان وديفيد هوبكنز أن فوكس نيوز ساعدت «الجمهوريين في التواصل مع قاعدتهم ونشر أفكارهم، وكانوا فعالين في حشد الناخبين للمشاركة في انتخابات التجديد النصفي (كما في 2010 و2014)». أفتقرت قناة فوكس نيوز قبل عام 2000 إلى الميل الأيديولوجي، وكان عدد الديموقراطيين الذين يشاهدون القناة أكثر من الجمهوريين،  وخلال الانتخابات الرئاسية لعام 2004 كانت فوكس نيوز أكثر عدائية بشكل ملحوظ في تغطيتها للمرشح الديمقراطي للرئاسة جون كيري، وميزت نفسها بين وسائل الإعلام الكبلية للتغطية المكثفة لحملة تشويه قارب سويفت ضد كيري. وخلال الولاية الأولى للرئيس أوباما في منصبه، ساعدت قناة فوكس نيوز في إطلاق وتضخيم حركة حفل الشاي وهي حركة محافظة داخل الحزب الجمهوري نظمت احتجاجات ضد أوباما وسياساته.
خلال الانتخابات التمهيدية للجمهوريين، كان يُنظر إلى قناة فوكس نيوز على أنها تحاول منع ترامب من حسم الترشيح،  ومع ذلك في ظل رئاسة ترامب أعادت قناة فوكس نيوز صياغة نفسها في صورته حيث بالكاد يمكن سماع أي انتقاد لترامب في برامج فوكس نيوز التي تُعرض في أوقات الذروة. وفي التقارير الإخبارية خصصت الشبكة تغطية أكبر بكثير للقصص المتعلقة بهيلاري كلينتون، والتي قال النقاد إنها تهدف إلى صرف الانتباه عن التحقيق في التدخل الروسي في انتخابات عام 2016. وقدم ترامب وصولاً هامًا إلى قناة فوكس نيوز خلال فترة رئاسته، حيث أجرى 19 مقابلة مع القناة مقابل 6 فقط في المجموع للقنوات الإخبارية الأخرى بحلول نوفمبر 2017؛ ووصفت صحيفة نيويورك تايمز مقابلات ترامب على قناة فوكس نيوز بأنها «مقابلات شخصية» وبعض أساليب المقابلات التي أجراها القائمون على المقابلات بأنها «مزيفة». وبالمثل، وصفتمجلة The Economist تغطية الشبكة لرئاسة ترامب بأنها «مزيفة بشكل موثوق».
خلال الفترة من عام 2015 إلى عام 2017 تغيرت قائمة فوكس نيوز في وقت الذروة من كونها متشككة وتشكيكًا في ترامب إلى «مساحة ترامب الآمنة، مع جرعة من الشعبوية البانونية التي كانت تعتبر ذات يوم هامشية»  وأصبح موقع فوكس نيوز أكثر تطرفاً في خطاباته منذ انتخاب ترامب، ووفقًا لمركز Tow في كولومبيا للصحافة الرقمية فإن موقع فوكس نيوز الإلكتروني قد «ذهب قليلاً إلى Breitbart» بمرور الوقت. في بداية عام 2018 تجاهلت فوكس نيوز في الغالب فضائح رفيعة المستوى في إدارة ترامب والتي حظيت بتغطية واسعة في وسائل الإعلام الوطنية الأخرى، مثل استقالة سكرتير موظفي البيت الأبيض روب بورتر وسط مزاعم عن العنف الأسري، وخفض مرتبة جاريد كوشنر، وتصريح أمني ووجود اتفاقية عدم إفشاء بين ترامب والنجمة الإباحية ستورمي دانيلز.
في مارس 2019 ذكرت جين ماير في النيويوركر أن مراسلة Fox News.com ديانا فالزون كانت لديها قصة فضيحة ستورمي دانيلز - دونالد ترامب قبل انتخابات عام 2016، لكن المدير التنفيذي لفوكس نيوز Ken LaCorte قال لها: «Good report، kiddo. لكن روبرت [مردوخ] يريد دونالد ترامب أن يفوز. لذا دعها تذهب،». ونفت لاكورتي الإدلاء بهذا التصريح لفالزون، لكنها اعترفت «كنت الشخص الذي أجرى المكالمة، لم أقم بتشغيله في الطابق العلوي لروجر آيلز أو غيره... لم أفعل ذلك لحماية دونالد ترامب»، مضيفًا«لقد طرح [Falzone] قصة لم تكن قريبة من كونها شيئًا كنت مرتاحًا لنشره»، ووصف نيك ريتشي الذي ادعى أنه أحد مصادر القصة حساب لاكورتي بأنه «هراء كامل» مضيفًا أن «فوكس نيوز مذنبة. لقد قمت بالتصويت لصالح ترامب وأنا أحب فوكس لكنهم قاموا» بالقبض والقتل «على القصة لحمايته».
وجدت دراسة أجريت عام 2008 أن فوكس نيوز أعطت اهتمامًا غير متناسب لاستطلاعات الرأي التي تشير إلى انخفاض التأييد للرئيس بيل كلينتون،  ووجدت دراسة أجريت عام 2009 أن قناة فوكس نيوز كانت أقل عرضة لالتقاط القصص التي تنعكس جيدًا على الديمقراطيين، وأكثر احتمالًا لالتقاط القصص التي تنعكس جيدًا على الجمهوريين. وخلصت دراسة أجريت عام 2010 تقارن التقرير الخاص لقناة فوكس نيوز بتغطية بريت هيوم وNBC's Nightly News للحروب في العراق وأفغانستان خلال عام 2005 إلى أن «فوكس نيوز كانت أكثر تعاطفاً مع الإدارة من NBC»، مما يشير إلى «إذا استمر العلماء في العثور على أدلة على تحيز حزبي أو أيديولوجي في المجلس الوطني الاتحادي ... ينبغي عليهم اعتبار فوكس وسيلة إعلام بديلة وليست سائدة».
وجدت الأبحاث أن قناة فوكس نيوز تزيد حصص أصوات الجمهوريين وتجعل السياسيين الجمهوريين أكثر حزبية،  ووجدت دراسة أجريت عام 2007 باستخدام إدخال فوكس نيوز في الأسواق المحلية (1996-2000) كمتغير فعال، أنه في الانتخابات الرئاسية لعام 2000 «اكتسب الجمهوريون 0.4 إلى 0.7 نقطة مئوية في المدن التي تبث فوكس نيوز»، مما يشير إلى أن «فوكس نيوز أقنعت بالأخبار ما بين 3 و28 بالمائة من مشاهديها بالتصويت للجمهوريين، اعتمادًا على مقياس الجمهور». وتم تأكيد هذه النتائج من خلال دراسة عام 2015. وقد وجدت دراسة أجريت عام 2014 باستخدام نفس المتغير الآلي أن «ممثلي الكونجرس أصبحوا أقل دعمًا للرئيس كلينتون في المناطق التي تبدأ فيها قناة فوكس نيوز بالبث من الممثلين المماثلين في مناطق مماثلة حيث لم يتم بث قناة فوكس نيوز». ودراسة أجريت عام 2017 باستخدام مواقع القناة كمتغير فعال، وجدت أن «فوكس نيوز تزيد حصص تصويت الجمهوريين بمقدار 0.3 نقطة بين المشاهدين الذين يتم حثهم على مشاهدة 2.5 دقيقة إضافية في الأسبوع من خلال التباين في الموقف»، فيما وجدت ورقة أخرى عام 2014 أن قناة فوكس نيوز تشاهد زيادة حصص التصويت الجمهوري بين الناخبين الذين تم تحديدهم على أنهم جمهوريون أو مستقلون.
تنكر قناة فوكس نيوز علانية أنها متحيزة حيث قال مردوخ وآيلز إنهما ضمنا بيان مردوخ بأن فوكس «أعطت مساحة لكلا الجانبين بينما كان هناك جانب واحد فقط كان يملكها من قبل». وقال كريس والاس مضيف قناة فوكس نيوز «أعتقد أننا نؤمن بثقل موازن [لشبكة إن بي سي نيوز] ... أن لديهم أجندة ليبرالية ونخبر الجانب الآخر من القصة.»  في عام 2004جادل الفيلم الوثائقي لروبرت غرينوالد Outfoxed: حرب روبرت مردوخ على الصحافة بأن فوكس نيوز لديها تحيز متحيز وظهرت مقاطع من فوكس نيوز ومذكرات داخلية من نائب رئيس التحرير جون مودي الذي يوجه طاقم فوكس نيوز حول كيفية الإبلاغ عن مواضيع معينة.
تم الاستشهاد بمذكرة مسربة من نائب رئيس فوكس نيوز بيل سامون لموظفي الأخبار في ذروة الجدل حول إصلاح الرعاية الصحية في الولايات المتحدة كمثال على انحياز الحزب الجمهوري لفوكس نيوز، وطلبت مذكرته من الموظفين استخدام مصطلح «التأمين الصحي الذي تديره الحكومة» وعندما يكون الإيجاز مصدر قلق «خيار الحكومة» كلما أمكن ذلك. وقد أُرسلت المذكرة بعد فترة وجيزة من نصح مرشح استطلاعات الرأي الجمهوري فرانك لونتز شون هانيتي في برنامجه على فوكس، «إذا وصفته بأنه خيار عام، فإن الشعب الأمريكي منقسم. إذا كنت تسميه خيار الحكومة، فإن الجمهور يعارضه بأغلبية ساحقة».
تشير الاستطلاعات إلى أن فوكس نيوز يُنظر إليها على نطاق واسع على أنها أيديولوجية، وقد وجد استطلاع أجراه مركز بيو عام 2009 أن فوكس نيوز يُنظر إليها على أنها القناة الأيديولوجية الأكثر في أمريكا، حيث قال 47 في المائة من الذين شملهم الاستطلاع إن فوكس نيوز «محافظة في الغالب» وقال 14 في المائة إنها «ليبرالية في الغالب» و24 في المائة قالوا «لا هذا ولا ذاك». وبالمقارنة كان لدى إم إس إن بي سي 36 في المائة اعتبروا أنها «ليبرالية في الغالب» و11 في المائة «محافظة في الغالب» و27 في المائة «لا هذا ولا ذاك» ـ وكان 37 في المائة من سي إن إن يصفونها بأنها «ليبرالية في الغالب» و11 في المائة بأنها «محافظة في الغالب» و33 في المائة بأنها «لا أحد منهما». وقد وجد استطلاع أجراه مركز بيو للأبحاث في عام 2004 أن 69 في المائة من الصحفيين الوطنيين استشهدوا بـ FNC (بدون عذر) كمؤسسة إخبارية محافظة. ووجد استطلاع رأي راسموسن أن 31 في المائة من الأمريكيين شعروا أن فوكس نيوز لديها تحيز محافظ و15 في المائة أن لديها تحيزًا ليبراليًا. ووجدت أن 36 في المائة يعتقدون أن فوكس نيوز تقدم الأخبار بدون تحيز محافظ أو ليبرالي، مقارنة بـ 37 في المائة قالوا إن إن بي آر تنقل الأخبار دون تحيز محافظ أو ليبرالي و32 في المائة قالوا الشيء نفسه لشبكة سي إن إن.
فحصت دراسة أجريت في مايو 2017 من قبل مركز شورنشتاين للإعلام والسياسة والسياسة العامة بجامعة هارفارد تغطية أول 100 يوم لترامب في المنصب من قبل العديد من وسائل الإعلام الرئيسية بما في ذلك فوكس،  ووجدت أن ترامب تلقى تغطية سلبية بنسبة 80٪ من إجمالي وسائل الإعلام، وحصل على أقل تغطية سلبية على شبكة فوكس - 52٪ سلبية و48٪ إيجابية.
في 14 مارس 2017 ادعى أندرو نابوليتانو أحد المعلقين في قناة فوكس نيوز على قناة Fox & Friends أن وكالة المخابرات البريطانية مكاتب الاتصالات الحكومية البريطانية قد قامت بالتنصت على ترامب نيابة عن باراك أوباما خلال الانتخابات الرئاسية الأمريكية لعام 2016،  وفي 16 مارس 2017 كرر المتحدث باسم البيت الأبيض شون سبايسر هذا الادعاء، وعندما سُئل ترامب عن هذا الادعاء في مؤتمر صحفي قال «كل ما فعلناه هو الاستشهاد بعقل قانوني موهوب للغاية كان المسؤول عن قول ذلك على التلفزيون. لم أبدي رأيًا في ذلك»  في 17 مارس 2017 اعترف شيبرد سميث مذيع فوكس نيوز أن الشبكة ليس لديها دليل على أن ترامب كان تحت المراقبة، وقال مسؤولون بريطانيون إن البيت الأبيض تراجع عن هذا الادعاء. تم تعليق نابوليتانو في وقت لاحق من قبل فوكس نيوز لتقديم هذا الادعاء.
في يونيو 2018 وجه المسؤولون التنفيذيون في فوكس نيوز المنتجين إلى تجنب الملاحظات غير اللائقة التي تم الإدلاء بها في العروض التي بثتها الشبكة من قبل المضيفين والمعلقين. وجاءت التعليمات بعد أن أدلى عدد من مضيفي قناة فوكس نيوز وضيوفها بتعليقات تحريضية حول سياسة إدارة ترامب في فصل الأطفال المهاجرين عن والديهم. حيث شبهت لورا إنغراهام، مقدمة برنامج فوكس نيوز مراكز احتجاز الأطفال التي كان الأطفال فيها بـ «المعسكرات الصيفية»، وسخر الضيف كوري ليفاندوفسكي من قصة طفلة عمرها 10 سنوات تعاني من متلازمة داون وهي منفصلة عن والدتها؛ ولم يتطرق مضيف قناة فوكس نيوز إلى تصريح ليفاندوفسكي. وزعمت الضيفة آن كولتر زوراً أن الأطفال المنفصلين عنهم كانوا «ممثلين أطفال»؛ فيما لم تطعن مضيفة قناة فوكس نيوز في ادعائها. وفي مقطع عن استخدام ترامب المزعوم لصفارات الكلاب العنصرية أخبر أحد المساهمين في قناة فوكس نيوز أمريكيًا من أصل أفريقي كان يناقشها «لقد نفدت عقلك في قطف القطن».
وفقًا لكتاب السياسة غير المتكافئة لعام 2016 للعلماء السياسيين مات جروسمان وديفيد إيه هوبكنز، «تميل فوكس نيوز إلى إبراز صورة الفضائح والخلافات التي تنطوي على الديمقراطيين والتي لا تحظى باهتمام كبير في وسائل الإعلام الأخرى، مثل العلاقة بين باراك أوباما وويليام آيرز، ودور هيلاري كلينتون في الهجمات المميتة عام 2012 على القنصلية الأمريكية في بنغازي، وفضيحة تهريب السلاح المعروفة باسم»Fast and Furious«؛ والممارسات التجارية لمتلقي ضمان القرض الفيدرالي سوليندرا؛ والنشاط السابق لعامل أوباما في البيت الأبيض فان جونز؛ هجمات 2004 على جون كيري من قبل قدامى المحاربين القدامى من أجل الحقيقة. والخطب المثيرة للجدل لقس أوباما في شيكاغو جيريميا رايت؛ وتصوير مقاطع فيديو سرية لخطأ مفترض من قبل مجموعة الناشطين الليبراليين أكورن؛ و» حرب عيد الميلاد«من المفترض أن يشنها كل شهر ديسمبر من قبل الليبراليين العلمانيين متعددي الثقافات.» 
في أكتوبر / تشرين الأول 2018 نشرت قناة فوكس نيوز تغطية إشادة لاجتماع بين مغني الراب كاني ويست والرئيس ترامب في المكتب البيضاوي، وكانت قناة فوكس نيوز قد نشرت في السابق تغطية سلبية لمغني الراب وتورطهم مع السياسيين الديمقراطيين، مثل عندما نشرت قناة فوكس نيوز عناوين الصحف التي تصف فنان الهيب هوب الواعي Common بأنه «حقير» و«مغني الراب الشرطي»، وعندما عرضت قناة فوكس نيوز تغطية سلبية لكاني ويست قبل أن يصبح من مؤيدي ترامب.
في 4 نوفمبر 2018 أعلن موقع ترامب DonaldJTrump.com في بيان صحفي أن مضيف قناة فوكس نيوز شون هانيتي سيحضر «ظهورًا خاصًا كضيف» مع ترامب في تجمع انتخابي في منتصف المدة في الليلة التالية في كيب جيراردو بولاية ميسوري. وفي صباح اليوم التالي غرد هانيتي «لكي أكون واضحًا، لن أكون على خشبة المسرح في حملة مع الرئيس». وظهر هانيتي في منبر الرئيس على خشبة المسرح في التجمع وسخر على الفور من «الأخبار الكاذبة» في الجزء الخلفي من القاعة ومن بينهم صحفيو فوكس نيوز. وقد أعرب العديد من موظفي فوكس نيوز عن غضبهم من تصرفات هانيتي حيث قال أحدهم «تم تجاوز خط جديد». وأكد هانيتي لاحقًا أن عمله لم يكن مخططًا له مسبقًا وذكرت قناة فوكس نيوز أنها «لا تتغاضى عن مشاركة أي موهبة في أحداث الحملة». وظهرت جانين بيرو مقدمة برنامج فوكس نيوز على خشبة المسرح مع ترامب في المسيرة. فيما تمت إزالة بيان ترامب الصحفي لاحقًا من موقع ترامب على الإنترنت.
أصدرت قناة فوكس نيوز استطلاعًا للناخبين المسجلين أجرته بالاشتراك بين منظمتين اقتراعيتين في 16 يونيو 2019. حيث وجد الاستطلاع بعض النتائج غير المواتية لترامب، بما في ذلك ارتفاع قياسي حيث اعتقد 50٪ أن حملة ترامب قد نسقت مع الحكومة الروسية، واعتقد 50٪ أنه يجب عزله - وقال 43٪ إنه يجب عزله أيضًا من منصبه - بينما قال أن 48٪ لم يؤيدوا الإقالة. وفي صباح اليوم التالي على قناة Fox & Friends First، أساءت المضيفة هيذر تشايلدرز نتائج الاستطلاع مرتين قائلة «أظهر استطلاع جديد لشبكة فوكس نيوز أن معظم الناخبين لا يريدون عزله» و«ما لا يقل عن نصف الناخبين الأمريكيين لا يعتقدون أنه ينبغي عزل الرئيس ترامب»، بينما كان العرض على الشاشة لسؤال الاستطلاع الفعلي غير صحيح أيضًا. وفي وقت لاحق من صباح ذلك اليومفي غرفة الأخبار الأمريكية أظهر العرض على الشاشة السؤال والنتائج الصحيحة للاستطلاع، لكنه سلط الضوء على 48٪ من المستجيبين الذين عارضوا المساءلة بدلاً من 50٪ الذين أيدوها (تم تقسيم الأخير إلى رقمين). ونظرًا لأن المضيف بيل همر لفت انتباه الضيف بايرون يورك إلى الرقم المعارض 48٪ لم يناقشوا رقم الدعم بنسبة 50٪ بينما قرأ المستعرض الذي يظهر على الشاشة «استطلاع فوكس نيوز: 43٪ يؤيدون إقالة ترامب وعزله بينما 48٪ يعارضون». وفي وقت لاحق من ذلك اليوم غرد ترامب «FoxNews استطلاعات الرأي سيئة دائمًا بالنسبة لي... شيء غريب يحدث في فوكس.» 
في أبريل 2017 أصبح معروفًا أن مستشارة الأمن القومي السابقة لإدارة أوباما سوزان رايس سعت إلى كشف النقاب عن شركاء ترامب الذين لم تحدد هويتهم في تقارير الاستخبارات، ولا سيما مستشار الأمن القومي القادم مايكل فلين خلال الفترة الانتقالية الرئاسية. وفي مايو 2020 رفع ريتشارد جرينيل القائم بأعمال مدير الاستخبارات الوطنية الموالي لترامب السرية عن قائمة مسؤولي إدارة أوباما الذين طلبوا أيضًا الكشف عن شركاء ترامب والتي تم نشرها لاحقًا علنًا من قبل أعضاء مجلس الشيوخ الجمهوريين. وفي ذلك الشهر عين المدعي العام بيل بار المدعي الفيدرالي جون باش لفحص عمليات الكشف. وأعلن مضيفو فوكس نيوز في أوقات الذروة أن الكشف عن الأقنعة هو «عملية تجسس داخلية» تعرضت لها إدارة أوباما في «أكبر إساءة استغلال للسلطة» في التاريخ الأمريكي. وأغلق تحقيق باش بعد أشهر دون أي نتائج عن مخالفات جوهرية.
ومع ذلك لم تحظ بعض شخصيات فوكس بالقدر نفسه من الترحيب من ترامب: فقد انتقد ترامب مذيعي الأخبار شيبرد سميث (الذي تقاعد من فوكس في عام 2019) وكريس والاس بزعم أنهما خصوما،  إلى جانب فوكس. والمحلل أندرو نابوليتانو الذي قال إن تصرفات ترامب في فضيحة ترامب وأوكرانيا كانت «سلوكًا إجراميًا يستوجب العزل»  كما انتقد ترامب أيضًا تعيين رئيسة اللجنة الوطنية الديمقراطية السابقة دونا برازيل في عام 2019. وتوترت العلاقة بين ترامب وفوكس نيوز - ووسائل الإعلام الأخرى التي يسيطر عليها روبرت مردوخ - في أعقاب الانتخابات الرئاسية الأمريكية لعام 2020 حيث رفض ترامب الاعتراف بأن جو بايدن قد تم انتخابه رئيساً للبلاد،  وأدى هذا التحول النغمي السلبي إلى زيادة نسبة مشاهدة Newsmax وOne America News بين ترامب وأنصاره بسبب كراهيتهم المتزايدة تجاه Fox؛  ونتيجة لذلك أصدر فوكس مقاطع فيديو ترويجي لمضيفي الرأي يتنازعون في نتائج الانتخابات ويروجون لنظرية مؤامرة مرتبطة بترامب حول تزوير الانتخابات.

### هجوم بنغازي وما تلاه
قدمت فوكس نيوز تغطية واسعة النطاق لهجوم بنغازي عام 2012 والذي وصفه المضيف شون هانيتي في ديسمبر 2012 بأنه «القصة التي تتجاهلها وسائل الإعلام الرئيسية» و«من الواضح أنها تستر. وسنصل إلى نهايته». وجد تحليل البرمجة الذي أجرته شركة Media Matters أنه خلال العشرين شهرًا التي أعقبت هجمات بنغازي قام المجلس الوطني الاتحادي بتشغيل 1098 مقطعًا حول هذه القضية بما في ذلك:
- 78 مقطعًا تتعلق بظهور سوزان رايس في 16 سبتمبر 2012 في برنامج إخباري يوم الأحد حيث اتهمت زوراً بالكذب
- 382 مقطعًا من برنامج Special Report البرنامج الإخباري الرائد للشبكة
- 281 مقطعًا تزعم «التستر» من قبل إدارة أوباما
- 144 مقابلة مع أعضاء الحزب الجمهوري في الكونجرس، لكن خمس مقابلات فقط مع أعضاء ديمقراطيين في الكونجرس ومسؤولين في إدارة أوباما
- 120 مقارنة بإيران كونترا ووترجيت وتصرفات إدارة نيكسون
- 100 مقطع تشير كذباً إلى أن الإدارة أصدرت «أمر انسحاب» لمنع عملية إنقاذ في بنغازي

على مدار ما يقرب من أربع سنوات بعد هجوم بنغازي كانت هناك عشرة تحقيقات رسمية بما في ذلك ستة من قبل لجان مجلس النواب التي يسيطر عليها الجمهوريون. ولم تجد أي من التحقيقات أي دليل على فضيحة أو تستر أو كذب من قبل مسؤولي إدارة أوباما.
في 29 يونيو 2018 بثت قناة فوكس نيوز مقطعًا لمذيع الأخبار بريت باير بعنوان «ماذا حدث لتحقيقات بنغازي؟» التي كررت بعض الاتهامات التي وجهتها الشبكة سابقاً إلى سوزان رايس وهيلاري كلينتون، والتي برأت التحقيقات الرسمية النساء بسببها.

### يورانيوم واحد
من عام 2015 إلى عام 2018 بثت قناة فوكس نيوز تغطية واسعة النطاق لفضيحة مزعومة تتعلق ببيع اليورانيوم 1 للمصالح الروسية، والتي وصفها المضيف شون هانيتي بأنها «واحدة من أكبر الفضائح في التاريخ الأمريكي». ووفقًا لـ Media Matters امتدت تغطية Fox News طوال يوم البرمجة مع التركيز بشكل خاص من قبل هانيتي  حيث روجت الشبكة لرواية لا أساس لها في النهاية تؤكد أن هيلاري كلينتون بصفتها وزيرة للخارجية وافقت شخصيًا على بيع اليورانيوم 1 مقابل 145 مليون دولار من الرشاوى المدفوعة لمؤسسة كلينتون، وقد كرر دونالد ترامب هذه المزاعم كمرشح ورئيس. بينما لم يتم العثور على أي دليل على ارتكاب كلينتون مخالفات بعد أربع سنوات من الادعاءات، وتحقيق مكتب التحقيقات الفيدرالي وتعيين محامٍ اتحادي عام 2017 لتقييم التحقيق. في تشرين الثاني (نوفمبر) 2017 كشف مضيف قناة Fox News شيبرد سميث بإيجاز عن الفضيحة المزعومة مما أثار حفيظة المشاهدين الذين اقترحوا أن يعمل لصالح CNN أو MSNBC. أطلق هانيتي لاحقًا على سميث اسم «جاهل» في حين صرح سميث «لقد فهمت، أن بعض برامج آرائنا موجودة بشكل صارم للترفيه. فهمت. انا لا اعمل هناك. لن أعمل هناك.» 

### تغطية تحقيق روسيا
في 30 أكتوبر 2017 عندما وجه المحامي الخاص روبرت مولر الاتهام إلى بول مانافورت وريك جيتس، وكشف أن جورج بابادوبولوس قد أقر بالذنب (وجميعهم شاركوا في حملة ترامب 2016)، كان هذا محور تغطية معظم وسائل الإعلام باستثناء قناة فوكس نيوز. حيث دعا المضيفون والضيوف في قناة فوكس نيوز إلى طرد مولر،  وركز شون هانيتي وتاكر كارلسون عروضهما على مزاعم لا أساس لها بأن كلينتون باعت اليورانيوم إلى روسيا مقابل تبرعات لمؤسسة كلينتون ودور حملة كلينتون في تمويل ملف دونالد ترامب - روسيا. وأكد هانيتي: «الشيء الذي يتهمون الرئيس ترامب بفعله فعلوه بأنفسهم». وخلال المقطع أشار هانيتي خطأً إلى كلينتون كرئيسة كلينتون. وخصصت فوكس نيوز تغطية مكثفة لقصة اليورانيوم، والتي قال الديمقراطيون إنها محاولة لصرف الانتباه عن تحقيق مولر المكثف. ووصفت شبكة سي إن إن التغطية بأنها «قوة كبيرة في الانحراف والفصل». وفي 31 أكتوبر أفادت CNN أن موظفي فوكس نيوز كانوا غير راضين عن تغطية منافذهم للتحقيق في روسيا، حيث وصفه الموظفون بأنه «محرج» و«مضحك» وقالوا إنه «يلحق المشاهد ضررًا كبيرًا ويؤدي إلى مزيد من الانقسام في البلاد» وإنها «ضربة أخرى للصحفيين في فوكس الذين يأتون كل يوم ويريدون تغطية الأخبار بطريقة عادلة وموضوعية».
عندما تكثف التحقيق الذي أجراه المحقق الخاص روبرت مولر في التدخل الروسي في الانتخابات الرئاسية لعام 2016 في أكتوبر 2017 حولت تغطية فوكس نيوز "ما يرون أنه فضيحة وسوء تصرف من خصوم الرئيس ترامب السياسيين، وفي تقارير كهذه يعتبر بيل وهيلاري كلينتون من الشخصيات البارزة والمتكررة لأنهما يعتبران متآمرين حقيقيين يعملان مع الروس لتقويض الديمقراطية الأمريكية ". ووصف بول والدمان من صحيفة واشنطن بوست التغطية بأنها "لا دمية. أنت الدمية، قائلة إنها كانت "إستراتيجية دقيقة ومنسقة وشاملة" لتشتيت الانتباه عن تحقيق مولر. قالت German Lopes of Vox إن تغطية فوكس نيوز وصلت إلى "مستويات من محاكاة ساخرة ذاتية" لأنها خصصت تغطية للقصص منخفضة المستوى، مثل افتتاحية نيوزويك المثير للجدل والرموز التعبيرية للهمبرغر في حين أن الشبكات الأخرى لديها تغطية شاملة من لوائح اتهام مولر.
وجد تحليل موقع FiveThirtyEight للتغطية الإعلامية المتعلقة بروسيا في الأخبار الفضائية أن معظم الإشارات إلى روسيا على قناة فوكس نيوز تم التحدث بها على مقربة شديدة من «اليورانيوم» و«الملف»،  وفي 1 تشرين الثاني (نوفمبر) 2017 حلل Vox نصوص فوكس نيوز وCNN وMSNBC، ووجد أن فوكس نيوز «لم تكن قادرة على الحديث عن تحقيق مولر دون التحدث عن هيلاري كلينتون»، و«لم تتحدث كثيرًا عن جورج بابادوبولوس - مستشار حملة ترامب الذي يوفر اتفاقه مع مولر أكثر الأدلة وضوحًا حتى الآن على أن الحملة كانت على علم بجهود الحكومة الروسية لمساعدة ترامب - أكثر من منافسيها» و«شكك مرارًا في مصداقية مولر».
في ديسمبر 2017 صعدت قناة فوكس نيوز من هجماتها على تحقيق مولر، حيث أشار المضيفون والمعلقون الضيوف إلى أن التحقيق يرقى إلى حد الانقلاب. وأشار المضيف المشارك الضيف كيفن جاكسون إلى نظرية مؤامرة يمينية تزعم أن رسائل Strzok هي دليل على مؤامرة من قبل عملاء مكتب التحقيقات الفيدرالي لاغتيال ترامب، وهو ادعاء قال مضيفو فوكس الآخرون بسرعة إنه لا يدعمه أي دليل موثوق. ووصفت مضيفة قناة فوكس نيوز جينين بيرو فريق تحقيق مولر بأنه «عصابة إجرامية» وقالت إنه يجب اعتقال الفريق. وأشارت شخصيات أخرى في فوكس نيوز إلى التحقيق على أنه «فاسد» و«ملتوي» و«غير شرعي»، وشبّهوا مكتب التحقيقات الفدرالي بجهاز المخابرات السوفياتية (كي جي بي)، وهي منظمة تجسس تعود إلى الحقبة السوفيتية تقوم بشكل روتيني بتعذيب الأشخاص وإعدامهم بإجراءات موجزة. ووصف علماء السياسة وعلماء الانقلابات خطاب فوكس نيوز بأنه مخيف وخطير، ورفض خبراء في الانقلابات أن تحقيق مولر يرقى إلى حد الانقلاب. وبدلاً من ذلك كان خطاب فوكس نيوز خطيرًا على الديمقراطية وعكس نوع الخطاب الذي كان يحدث قبل عمليات التطهير. وجادل عدد من المراقبين بأن خطاب فوكس نيوز كان يهدف إلى تشويه سمعة تحقيق مولر والتأثير على الرئيس دونالد ترامب لإقالة مولر.
في أغسطس 2018 تم انتقاد قناة فوكس نيوز لإعطائها تغطية أكثر بروزًا لجريمة قتل ارتكبها مهاجر غير موثق أكثر من إدانات مدير حملة دونالد ترامب السابق بول مانافورت ومحاميه الشخصي منذ فترة طويلة مايكل كوهين. وفي الوقت نفسه قدمت معظم وسائل الإعلام الوطنية الرئيسية تغطية شاملة للإدانات،  وجادل مضيفو قناة فوكس نيوز دانا بيرينو وجيسون شافيتز بأن الناخبين يهتمون بجريمة القتل أكثر من إدانة كبار مساعدي الرئيس السابقين وقلل المضيفان تاكر كارلسون وشون هانيتي من أهمية الإدانات.

### ادعاءات كاذبة حول وسائل الإعلام الأخرى

#### سي إن إن جيك تابر
في تشرين الثاني (نوفمبر) 2017 في أعقاب هجوم شاحنة بمدينة نيويورك عام 2017 حيث صاح إرهابي "الله أكبر" شوهت قناة فوكس نيوز بيانًا أدلى به جيك تابر ليبدو كما لو أنه قال إن "الله أكبر" يمكن استخدامه تحت "أجمل". ظروف". فقد حذفت قناة فوكس نيوز أن تابر قال إن استخدام "الله أكبر" في الهجوم الإرهابي لم يكن من بين هذه الظروف الجميلة، وكان العنوان الرئيسي على موقع FoxNews.com مسبوقًا بعلامة "OUTRAGEOUS". حيث شوه حساب فوكس نيوز في تويتر البيان أكثر من ذلك، حيث قال "Jake Tapper Says 'Allahu Akbar' Is 'Beautiful' right after NYC Terror Attack" في تغريدة تم حذفها لاحقًا، ووبخ تابر قناة فوكس نيوز لاختيارها "الكذب عن عمد" وقال "كان هناك وقت يمكن فيه للمرء أن يميز بين فوكس وجنود إنفوارز. إنها تزداد صعوبة. الأكاذيب هي أكاذيب ". وكان تابر في عام 2009 بينما كان مراسل البيت الأبيض لـ ABC News يدافع عن قناة فوكس نيوز عندما انتقد أوباما الشبكة لأنها ليست منظمة إخبارية شرعية.
اعتذر ضيف فوكس نيوز جيسون شافيتز لتابر عن تحريف بيانه،  بعد أن حذفت قناة فوكس نيوز التغريدة، كرر شون هانيتي التحريف ووصف تابر بأنه «الأخبار الكاذبة الليبرالية المزيفة لشبكة سي إن إن، جيك تابر» وسخر من تقييماته.

#### نيويورك تايمز
في يوليو / تموز 2017 قال تقرير صادر عن فوكس آند فريندز إن صحيفة نيويورك تايمز كشفت عن معلومات استخبارية في إحدى قصصها وأن هذا الكشف الاستخباري ساعد أبو بكر البغدادي، زعيم تنظيم الدولة الإسلامية على الإفلات من القبض عليه،  وأشار التقرير إلى تأكيد غير دقيق للجنرال توني توماس، رئيس قيادة العمليات الخاصة الأمريكية أن إحدى الصحف الكبرى كشفت المعلومات الاستخباراتية،  وقالت قناة فوكس نيوز إنها كانت صحيفة نيويورك تايمز، التي أدارت مرارًا وتكرارًا «محاولة نيويورك تايمز الأمريكية للقضاء على البغدادي». وانتقد بيت هيجسيث أحد مضيفي البرنامج «فشل نيويورك تايمز». وغرد الرئيس دونالد ترامب عن تقرير فوكس آند فريندز بعد وقت قصير من بثه قائلاً: «أحبطت صحيفة نيويورك تايمز الفاشلة محاولة أمريكية لقتل الإرهابي المطلوب، البغدادي. أجندتهم السيئة على الأمن القومي». ولاحقاً قامت فوكس نيوز بتحديث القصة ولكن دون الاعتذارلصحيفة New York Times أو الرد مباشرة على عدم الدقة.
في عمود بواشنطن بوست قال إريك ويمبل إن كريس والاس قد غطى قصة نيويورك تايمز بنفسه علىقناة فوكس نيوز صنداي. «هذه حالة أخرى من اختلاف المعايير بين عملية الرأي في قناة فوكس نيوز» والتي أعطت «أجواءً تديرها الدولة في جميع الأمور المتعلقة بترامب» مقارنةً بعملية فوكس نيوز الإخبارية التي قدمت «تغطية عقلانية في الغالب» 

### تغير المناخ
غالبًا ما توصف قناة فوكس نيوز بأنها منصة رئيسية لإنكار تغير المناخ،  ووفقًا لموقع تدقيق الحقائق Climate Feedback فإن فوكس نيوز جزء من «شبكة من المنافذ غير الموثوقة لأخبار المناخ.»  وقد وجدت دراسة أجريت عام 2011 أن قناة فوكس نيوز «تتخذ نبرة رافضة تجاه تغير المناخ أكثر من CNN وMSNBC». ووجدت دراسة أجريت عام 2008 أن فوكس نيوز شددت على عدم اليقين العلمي لتغير المناخ أكثر من CNN، وكان من غير المرجح أن تقول أن تغير المناخ كان حقيقيًا، وأكثر احتمالًا لمقابلة المتشككين في تغير المناخ. أظهرت رسائل البريد الإلكتروني المسربة أنه في عام 2009 أصدر بيل سامون مدير تحرير فوكس نيوز واشنطن تعليمات لصحفيي فوكس نيوز برفض الإجماع العلمي بشأن تغير المناخ: «والامتناع عن التأكيد على أن كوكب الأرض قد ارتفع (أو برد) في أي فترة معينة دون الإشارة على الفور أن مثل هذه النظريات تستند إلى بيانات شكك النقاد بها».
في عام 2011 وصف مضيفو Fox & Friends تغير المناخ بأنه «علم غير مثبت»، و«حقيقة متنازع عليها»، وانتقدوا وزارة التعليم للعمل مع Nickelodeon لتعليم الأطفال حول تغير المناخ. وفي عام 2001 وصف شون هانيتي الإجماع العلمي بشأن تغير المناخ بأنه «علم زائف من اليسار». وفي عام 2004 زعم كذباً أن «العلماء ما زالوا غير قادرين على الاتفاق على ما إذا كان الاحتباس الحراري حقيقة علمية أم خيال» وفي عام 2010 قال هانيتي إن ما يسمى بـ "Climategate" - تسريب رسائل البريد الإلكتروني من قبل عالم المناخ الذي ادعى المشككون في تغير المناخ أنه أظهر سوء سلوك علمي ولكن جميع الاستفسارات اللاحقة لم تجد أي دليل على سوء السلوك أو سوء التصرف - وهي «فضيحة» وأن «كشف الاحترار العالمي باعتباره أسطورة طبخها مثيرو القلق». وكثيرا ما يدعو هانيتي علماء هامش متناقض ونقاد تغير المناخ إلى عروضه،  وفي عام 2019 زعم تقرير إخباري لقناة فوكس نيوز تمت مشاركته على نطاق واسع أن بحثًا جديدًا في علوم المناخ أظهر أن الأرض قد تتجه إلى عصر جليدي جديد؛ وقال مؤلف الدراسة التي استشهدت بها قناة فوكس نيوز إن فوكس نيوز «تحرف بحثنا بشكل خاطئ تمامًا» ولم تشير الدراسة بأي شكل من الأشكال إلى أن الأرض كانت متجهة إلى العصر الجليدي. وقامت فوكس نيوز في وقت لاحق بتصحيح القصة.
لفت شيبرد سميث الانتباه لكونه أحد الأصوات القليلة على قناة فوكس نيوز ليصرح بقوة أن تغير المناخ حقيقي، وأن الأنشطة البشرية هي المساهم الرئيسي فيه وأن هناك إجماعًا علميًا على هذه القضية. وأثار قبوله للإجماع العلمي بشأن تغير المناخ انتقادات من مشاهدي قناة فوكس نيوز والمحافظين.

### مؤامرة مقتل سيث ريتش
في 16 مايو 2017 وهو اليوم الذي كانت فيه مؤسسات إخبارية أخرى تغطي على نطاق واسع كشف دونالد ترامب عن معلومات سرية لروسيا،  نشرت قناة فوكس نيوز قصة رئيسية حول ادعاءات محقق خاص غير مؤكدة بشأن مقتل سيث ريتش، أحد موظفي اللجنة الوطنية الديمقراطية. وقال المحقق الخاص إنه اكتشف أدلة على أن ريتش كان على اتصال بـ ويكيليكس وأن تطبيق القانون يتستر على ذلك. وأدى مقتل ريتش إلى ظهور نظريات مؤامرة في الدوائر اليمينية بأن هيلاري كلينتون والحزب الديمقراطي قتلت سيث ريتش بزعم أنه كان مصدر تسريبات البريد الإلكتروني للجنة الوطنية الديمقراطية 2016 [الإنجليزية]. فيما حددت وكالات المخابرات الأمريكية أن روسيا كانت مصدر التسريبات،  وعند الإبلاغ عن ادعاءات المحقق، أعاد تقرير فوكس نيوز إشعال نظريات المؤامرة اليمينية حول القتل.
انهارت قصة فوكس نيوز في غضون ساعات،  وسرعان ما كشفت وكالات إخبارية أخرى أن المحقق كان من مؤيدي دونالد ترامب، وكان قد اكتسب وفقًا لشبكة إن بي سي نيوز سمعة طيبة في تقديم مزاعم غريبة، مثل ظهور واحد على قناة فوكس نيوز عام 2007 حيث حذر من أن الشبكات السرية لعصابات المثليات ذات اللون الوردي التي تحمل مسدسات كانت تغتصب الشابات".
قامت عائلة سيث ريتش، وإدارة شرطة واشنطن العاصمة، ومكتب عمدة واشنطن العاصمة، ومكتب التحقيقات الفيدرالي، ومصادر إنفاذ القانون المطلعة على القضية، بتوبيخ ادعاءات المحقق. وقال أقارب ريتش: «نحن عائلة ملتزمة بالحقائق، ولسنا أدلة زائفة تظهر كل بضعة أشهر لملء الفراغ وصرف انتباه سلطات إنفاذ القانون والجمهور العام عن العثور على قتلة سيث». وانتقد المتحدث باسم العائلة قناة فوكس نيوز لتقريرها زاعمًا أن الدافع وراء ذلك هو الرغبة في صرف الانتباه عن قصة ترامب وروسيا: «أعتقد أن هناك مكانًا خاصًا جدًا في الجحيم للأشخاص الذين قد يستخدمون ذكرى جريمة قتل ضحية لمتابعة أجندة سياسية». ودعت العائلة إلى التراجع عن الأمر والاعتذار من قناة فوكس نيوز عن التقارير غير الدقيقة،  وعلى مدار اليوم غيّرت قناة فوكس نيوز محتوى القصة والعنوان الرئيسي لكنها لم تصدر تصحيحات،  وعندما اتصلت سي إن إن بالمحقق الخاص في وقت لاحق من ذلك اليوم، قال المحقق إنه ليس لديه دليل على أن ريتش قد اتصل بـ ويكيليكس. وادعى المحقق أنه علم فقط بالوجود المحتمل من الأدلة من مراسل فوكس نيوز، ولم ترد فوكس نيوز على استفسارات شبكة سي إن إن وواشنطن بوست. في وقت لاحق في 23 مايو تراجعت قناة فوكس نيوز بعد سبعة أيام من نشر القصة عن تقريرها الأصلي قائلة إن التقرير الأصلي لم يستوف معاييره.
نيكول همر أستاذ مساعد في ميلر للشؤون العامة كتب أن الترويج لنظرية المؤامرة أظهر كيف أن فوكس نيوز كانت «تعيد تشكيل نفسها في صورة وسائل الإعلام الهامشية في عصر ترامب، مما يطمس الخطوط الفاصلة بين الأخبار الحقيقية والمزيفة.»  وقال ماكس بوت من مجلس العلاقات الخارجية إنه بينما كان النية وراء فوكس نيوز كان الثقل الموازن لوسائل الإعلام الليبرالية جديرًا بالثناء، وكانت تتويج تلك الجهود لخلق مصدر إخباري بديل يروج للخدع والأساطير، والتي يتم الترويج لها مؤامرة سيث ريتش هي مثال. كما تعرضت فوكس نيوز لانتقادات من قبل وسائل الإعلام المحافظة مثل ويكلي ستاندرد،  وناشيونال ريفيو،  وكتاب الأعمدة المحافظين مثل جينيفر روبين،  مايكل جيرسون،  وجون بودوريتز.
رفع والدا ريتش: جويل وماري ريتش، دعوى قضائية ضد فوكس نيوز بسبب الضيق العاطفي الذي سببته لهم بسبب تقاريرها الكاذبة، وفي عام 2020 توصلت قناة فوكس نيوز مع عائلة Rich إلى تسوية حيث سددت دفعة لم يتم الكشف عنها رسميًا ولكن تم الإبلاغ عنها في الأرقام السبعة. على الرغم من الاتفاق على التسوية في وقت سابق من العام رتبت قناة فوكس نيوز لتأجيل الإعلان العام إلى ما بعد الانتخابات الرئاسية لعام 2020.

### توحيد التجمع اليميني في شارلوتسفيل
دافع مقدمو برنامج فوكس نيوز والمساهمون فيه عن تصريحات ترامب القائلة إن «العديد من الأطراف» هي المسؤولة عن أعمال العنف في تجمع لمئات من القوميين البيض في شارلوتسفيل فيرجينيا. وانتقد البعض ترامب. وفي مؤتمر صحفي في 15 أغسطس استخدم ترامب مصطلح «اليسار البديل» لوصف المتظاهرين المعارضين في مسيرة تفوق البيض وهو مصطلح تم استخدامه في تغطية فوكس نيوز لتظاهرة تفوق البيض، فيما عكست العديد من تعليقات ترامب في المؤتمر الصحفي تلك التي ظهرت في وقت سابق على قناة فوكس نيوز.
وبحسب ديلان بايرز من شبكة سي إن إن فإن تغطية قناة فوكس نيوز في يوم المؤتمر الصحفي "كانت مليئة بـ "الوصاية". وكان من المرجح ترك المشاهد العادي مع الانطباع بأن انتقاد وسائل الإعلام من ترامب والمتظاهرين اليساريين "إسقاط بعض التماثيل الكونفدرالية كانت تهديدات أكبر بكثير إلى أمريكا من التفوق الأبيض أو الدفاع الرئيس على ما يبدو من التعصب". وكتب بايرز "لقد أظهر أنه إذا كان لدى فوكس نيوز خطا عندما يتعلق الأمر برئاسة ترامب، فإنه لم يتم تجاوزه يوم الثلاثاء".

### تعليقات جلين بيك حول جورج سوروس
خلال فترة عمل جلين بيك في قناة فوكس نيوز أصبح أحد أبرز المؤيدين لنظريات المؤامرة حول جورج سوروس، رجل الأعمال اليهودي المجري الأمريكي والمحسن المعروف بتبرعاته للقضايا السياسية الليبرالية الأمريكية،  وقد وصف بيك سوروس بانتظام بأنه «سيد الدمى» واستخدم المجازات المعادية للسامية الشائعة لوصف سوروس وأنشطته. وفي سلسلة من ثلاثة أجزاء عام 2010 صور بيك جورج سوروس على أنه شرير كاريكاتوري يحاول «تشكيل حكومة ظل باستخدام المساعدات الإنسانية كغطاء»، وأن سوروس أراد حكومة عالمية واحدة،  وروج بيك لنظرية المؤامرة الزائفة والمعادية للسامية بأن سوروس كان متعاونًا مع النازيين عندما كان يبلغ من العمر 14 عامًا في المجر التي احتلها النازيون. كما وصف بيك والدة سوروس بأنها متعاون نازي «معاد للسامية بشدة». وفقًا لصحيفة واشنطن بوست : «سلسلة بيك كانت تعتبر إلى حد كبير فاحشة ومضللة، إن لم تكن معادية للسامية بشكل صريح»، لكن نظرية المؤامرة لبيك أصبحت شائعة في الجناح اليميني للسياسة الأمريكية. وسط انتقادات لتشويه سمعة بيك دافعت قناة فوكس نيوز عن بيك قائلة: «إن المعلومات المتعلقة بتجارب السيد سوروس التي نشأ فيها مأخوذة مباشرة من كتاباته ومن المقابلات التي أجراها لوسائل الإعلام، ولم يتم تقديم أي رأي سلبي بشأن أفعاله باعتبارها طفل». ورفض روجر آيلز رئيس قناة فوكس نيوز آنذاك الانتقادات التي وجهت إلى بيك من قبل مئات الحاخامات قائلاً إنهم «حاخامات يساريون لا يعتقدون أن أي شخص يمكن أن يستخدم كلمة محرقة على الهواء».

### جائحة كوفيد-19
خلال الأسابيع القليلة الأولى من انتشار وباء كوفيد-19 في الولايات المتحدة، كانت قناة فوكس نيوز أكثر ترويجاً لمعلومات خاطئة حول فيروس كورونا من وسائل الإعلام السائدة الأخرى. حيث روجت الشبكة للروايات القائلة بأن الاستجابة الطارئة للوباء كانت ذات دوافع سياسية أو غير مبررة،  ووصفها شون هانيتي صراحة بأنها «خدعة» (نفى ذلك لاحقًا) وقلل مضيفون آخرون من أهمية ذلك،  وكانت هذه التغطية متسقة مع رسائل ترامب في ذلك الوقت. وفي منتصف شهر مارس غيرت الشبكة لهجة تغطيتها،  بعد أن أعلن الرئيس ترامب حالة الطوارئ الوطنية.
روج اثنان من معلقين فوكس نيوز - هانيتي ولورا إنغراهام - لاستخدام عقار هيدروكسي كلوروكين لعلاج فيروس كورونا - الاستخدام خارج التسمية والذي كان مدعومًا في ذلك الوقت فقط بالأدلة القصصية - بعد أن روج له ترامب كعلاج محتمل،  ونتيجة لهذه التقارير المنحرفة المستمرة دعا الناقد الإعلامي في واشنطن بوست إريك ويمبل هانيتي إلى طرده. وروجت قناة فوكس نيوز لنظرية مؤامرة مفادها أن أعداد الوفيات الناجمة عن فيروس كورونا تضخم مع الأشخاص الذين كانوا سيموتون على أي حال بسبب الظروف الموجودة مسبقًا، وتم دحض ذلك من قبل أعضاء فرقة العمل المعنية بفيروس كورونا في البيت الأبيض الدكتور أنتوني فوسي والدكتور ديبورا بيركس، حيث وصف فوسي نظريات المؤامرة بأنها «لا شيء سوى الإلهاءات» خلال أزمات الصحة العامة.
في مقال نشرته صحيفة USA Today بعنوان «فيروس كورونا: كيف تعرض فوكس نيوز ووسائل إعلام يمينية أخرى صحتنا للخطر» استشهد المؤلف كمثال في مقابلة مع فوكس نيوز مع عضو مجلس الشيوخ عن أركنساس توم كوتون الذي أثار «نظرية مؤامرة الفيروس الهارب» بقوله ربما بدأ فيروس كورونا في «مختبر فائق للسلامة الحيوية من المستوى 4» في ووهان الصين. وقال المقال إن كوتون ذكر «النظرية المزيفة» في «مرتين على الأقل على قناة فوكس». وبعد عدة أسابيع قدم كاتب العمود في صحيفة واشنطن بوست جوش روجين تفاصيل رحلة 2018 التي قام بها علماء من السفارة الأمريكية إلى معهد ووهان لعلم الفيروسات، واستشهد روجين ببرقيات أُرسلت إلى واشنطن محذرة «من نقاط ضعف السلامة والإدارة في مختبر WIV وأن عمل المختبر على فيروسات الخفافيش وانتقالها البشري المحتمل يمثل خطرًا لوباء جديد يشبه السارس.»  واقتبس مقال روجين شياو تشيانغ عالم الأبحاث بجامعة كاليفورنيا بيركلي، «لا أعتقد أنها نظرية مؤامرة. أعتقد أنه سؤال مشروع يحتاج إلى التحقيق والإجابة». بعد أيام أكدت العديد من وسائل الإعلام أن مسؤولي المخابرات الأمريكية كانوا يحققون في احتمال أن يكون الفيروس قد بدأ في نفس المختبر الذي استشهد به كوتون خلال مقابلة فوكس نيوز.
في الوقت نفسه الذي قلل فيه معلقوا قناة فوكس نيوز من خطر الفيروس علنًا اتخذت إدارة فوكس وعائلة مردوخ مجموعة واسعة من الإجراءات الداخلية لحماية أنفسهم وموظفيهم ضده،  ووفقًا لدراسة نُشرت في المجلة الطبية البريطانية فإن «الأشخاص الذين يثقون في فوكس نيوز أكثر من سي إن إن انخرطوا في سلوكيات وقائية أقل وسلوكيات أكثر خطورة تتعلق بكوفيد-19.» 

## الخلافات

### التحرش الجنسي
تم اتهام الشبكة بالسماح بالتحرش الجنسي والتمييز العنصري من قبل المضيفين على الهواء والمديرين التنفيذيين والموظفين، ودفع ملايين الدولارات في تسويات قانونية،  وقد تم طرد شخصيات بارزة من قناة فوكس نيوز مثل روجر آيلز وبيل أوريلي وإريك بولينج بعد أن اتهمتهم العديد من النساء بالتحرش الجنسي. فيما زعمت أربع دعاوى قضائية على الأقل أن الرئيس المشارك لشركة فوكس نيوز بيل شاين تجاهل أو مكن أو أخفى التحرش الجنسي المزعوم لروجر آيلز. ونفى روبرت مردوخ الرئيس التنفيذي لفوكس نيوز مزاعم سوء السلوك الجنسي البارزة ووصفها بأنها «سياسية إلى حد كبير» وتكهن بأنها ارتكبت «لأننا محافظون».
قام بيل أورايلي وفوكس نيوز بتسوية ستة اتفاقيات بلغ مجموعها 45 مليون دولار مع نساء اتهمن أورايلي بالتحرش الجنسي،  وفي كانون الثاني (يناير) 2017 بعد فترة وجيزة من تسوية بيل أورايلي لقضية تحرش جنسي مقابل 32 مليون دولار («مبلغ كبير للغاية لمثل هذه القضايا»)، جددت قناة فوكس نيوز عقد بيل أوريلي، وقالت الشركة الأم لشركة فوكس نيوز 21st Century Fox إنها على علم بالدعوى القضائية، وجاء في العقد المبرم بين أورايلي وفوكس نيوز أنه لا يمكن فصله من الشبكة ما لم تثبت مزاعم التحرش الجنسي في المحكمة.
أعتبر البعض تغطية فوكس نيوز الواسعة لفضيحة ادعاءات الاعتداء الجنسي لهارفي واينستين في أكتوبر 2017 نفاقًا،  حيث خصصت قناة فوكس نيوز ما لا يقل عن 12 ساعة من التغطية لفضيحة وينشتاين، لكنها خصصت 20 دقيقة فقط لبيل أورايلي، الذي اتُهم مثل وينشتاين بالتحرش الجنسي من قبل عدد كبير من النساء. وقالت إنديرا لاكشمان الخبيرة في أخلاقيات الصحافة في معهد بوينتر «لكريس ساعات من البث على الهواء للتذمر بشأن سقوط واينستين الذي يستحقه عن جدارة بسبب سياسته الليبرالية، مع تجاهل النمط الهائل الذي دام عقودًا من المضايقات من قبل الرجال الأقوياء في فوكس نفاق وحزين». وبعد بضعة أسابيع عندما اتهم عدد من النساء دون سن 18 عامًا بما في ذلك 14 عامًا مرشح مجلس الشيوخ في ولاية ألاباما روي مور بالقيام بتحركات جنسية رفض هانيتي مزاعم سوء السلوك الجنسي وخصص تغطية في برنامجه التلفزيوني للتشكيك على المتهمين. وفي وقت ذروة فوكس نيوز المضيفين الآخرين تاكر كارلسون ولورا انغراهام تسائلت تقارير واشنطن بوست أو اختار لإحضار مزاعم سوء السلوك الجنسي بشأن الأرقام تظهر الأعمال مثل هارفي وينشتاين ولويس سي.كي. وشككت شخصيات فوكس نيوز جينين بيرو وجريج جاريت في صحة تقارير واشنطن بوست وصحة النساء،  وفي ديسمبر / كانون الأول 2017 قبل أيام قليلة من انتخابات مجلس الشيوخ في ولاية ألاباما، نشرت قناة فوكس نيوز جنبًا إلى جنب مع موقعي المؤامرة Breitbart وGateway Pundit عنوانًا غير دقيق ادعى أن أحد متهمي روي مور اعترف بتزوير نقش من قبل روي مور في كتابها السنوي، وأضافت قناة فوكس نيوز لاحقًا تصحيحًا للقصة.
رحب عدد من مضيفي فوكس نيوز ببيل أورايلي في عروضهم وأشادوا بـ Roger Ailes بعد وفاته، وفي مايو 2017 وصف هانيتي آيلز بأنه «الأب الثاني» وقال لـ «أعداء» آيلز إنه «يستعد لركل ** في الحياة التالية»  كان آيلز قد طُرد من قناة فوكس نيوز في العام السابق بعد أن زعمت النساء أنه تحرش بهن جنسياً، وفي سبتمبر 2017 بعد عدة أشهر من طرد بيل أورايلي من قناة فوكس نيوز في أعقاب زعم نساء أنه تحرش بهن جنسياً، استضاف هانيتي أورايلي في برنامجه. وانتقد بعض موظفي فوكس نيوز القرار، ووفقًا لـ CNN خلال المقابلة وجد هانيتي قرابة مع أورايلي حيث بدا أنه «يشعر أنه وأوريلي أصبحا ضحيتين لليبراليين الذين يتطلعون إلى إسكاتهم» في وقت سابق خصص هانيتي تغطية واسعة النطاق لفضيحة وينشتاين.

### نزاع إدارة أوباما
في سبتمبر 2009 انخرطت إدارة أوباما في نزاع كلامي مع قناة فوكس نيوز، عندما ظهر الرئيس باراك أوباما في 20 سبتمبر في جميع البرامج الإخبارية الرئيسية باستثناء قناة فوكس نيوز، وهو ازدراء جزئيًا ردًا على ملاحظات حوله من قبل المعلقين جلين بيك وشون هانيتي وفوكس لتغطية مقترح أوباما للرعاية الصحية.
وفي أواخر أيلول/سبتمبر 2009 التقى كبير مستشاري أوباما ديفيد أكسلرود وروجر آيلز سراً في محاولة لتخفيف التوترات بين المعسكرين، وبعد أسبوعين أشار رام إيمانويل رئيس موظفي البيت الأبيض إلى المجلس الوطني الاتحادي بأنه «ليس شبكة إخبارية» وقالت مديرة الاتصالات أنيتا دن إن «فوكس نيوز تعمل غالبًا إما كذراع بحث أو ذراع اتصالات للحزب الجمهوري». ولاحظ أوباما «إذا كانت وسائل الإعلام تعمل بشكل أساسي كتنسيق إذاعي حديث فهذا شيء، وإذا كانت تعمل كمنفذ إخباري، فهذا شيء آخر». وقال إيمانويل إنه من المهم «عدم قيادة السي إن إن والآخرين في العالم في اتباع فوكس».
في غضون أيام أفيد أن فوكس قد استُبعد من مقابلة مع مسؤول الإدارة كين فاينبرغ مع رؤساء مكاتب من تجمع الصحافة في البيت الأبيض (ABC، CBS، NBC، وCNN) للدفاع عن فوكس. وقال رئيس مكتب: «لو تم استبعاد أي عضو لكان الأمر نفسه، فلا علاقة له بفوكس أو البيت الأبيض أو جوهر القضايا». بعد فترة وجيزة من انتشار القصة، أعترف البيت الأبيض بارتكاب خطأ بسيط، قائلاً إن فوكس لم يقدم طلبًا محددًا لإجراء مقابلة مع فينبرج، وقال ميجور جاريت مراسل فوكس في البيت الأبيض، إنه لم يقدم طلبًا محددًا، ولكن لديه «طلب دائم مني بصفتي مراسل البيت الأبيض الكبير على قناة فوكس لإجراء مقابلة مع أي صانع أخبار في وزارة الخزانة في أي وقت يتم نشر الأخبار فيه».
في 8 نوفمبر 2009 ذكرت صحيفة لوس أنجلوس تايمز أنه تم تحذير مستشار ديمقراطي لم يذكر اسمه من قبل البيت الأبيض بعدم الظهور على قناة فوكس نيوز مرة أخرى. وبحسب المقال زعم دن في رسالة بريد إلكتروني أنه راجع زملائه الذين «يتعاملون مع قضايا التلفزيون» الذين نفوا إخبار أي شخص بتجنب فوكس. وقال باتريك كاديل أحد المساهمين في فوكس نيوز وخبير استطلاعات الرأي السابق للرئيس جيمي كارتر إنه تحدث مع مستشارين ديمقراطيين آخرين تلقوا تحذيرات مماثلة من البيت الأبيض.
في 2 أكتوبر 2013 استشهدت مقدمة برنامج فوكس نيوز آنا كويمان على الهواء بقصة مزيفة من موقع محاكاة ساخرة للتقرير الوطني زعمت أن أوباما عرض إبقاء المتحف الدولي للثقافات الإسلامية مفتوحًا بأموال من جيبه الخاص.

### المعايير الأخلاقية الصحفية
جذبت قناة فوكس نيوز الجدل في أبريل 2018 عندما تم الكشف عن أن مضيف الذروة «شون هانيتي» دافع على الهواء عن المحامي الشخصي لترامب آنذاك مايكل كوهين دون الكشف عن أن كوهين كان محامي هانيتي،  وفي 9 أبريل 2018 قدم وكلاء اتحاديون من مكتب المدعي العام الأمريكي مذكرة تفتيش في مكتب كوهين ومكان إقامته،  ودافع هانيتي عن كوهين على الهواء وانتقد الإجراء الفيدرالي ووصفه بأنه «مشكوك فيه للغاية» و«إساءة استخدام غير مسبوقة للسلطة». في 16 أبريل 2018 في جلسة استماع بالمحكمة أخبر محامو كوهين القاضي أن كوهين كان لديه عشرة عملاء بين عامي 2017-2018، لكنه قام «بمهام قانونية تقليدية» لثلاثة فقط: ترامب، إليوت برويدي، و«شخص بارز» لم يفعل أتمنى أن يتم ذكر اسمه خوفا من «الإحراج». وأمر القاضي الفيدرالي بالكشف عن العميل الثالث، الذي أطلق عليه محامو كوهين اسم هانيتي.
لم تتم معاقبة هانيتي من قبل قناة فوكس نيوز بسبب هذا الانتهاك لأخلاقيات الصحافة، حيث أصدرت قناة فوكس نيوز بيانًا بأن القناة لم تكن على علم بعلاقة هانيتي بكوهين وأنها «تحدثت إلى شون ولا يزال يحظى بدعمنا الكامل». قال خبراء أخلاقيات الإعلام إن فشل هانيتي في الكشف عن المعلومات كان انتهاكًا كبيرًا لأخلاقيات الصحافة وأنه كان ينبغي على الشبكة إيقافه أو فصله من العمل بسبب ذلك.

## الإرسال الدولي

البلدان التي يتم توفير فوكس نيوز فيها

يتوفر موجز قناة Fox News دوليًا عبر عدة مزودين بينما توفر شرائح Fox Extra برمجة بديلة. ويتم بث فوكس نيوز في أكثر من 40 دولة.
البرازيل
منذ عام 2002 تم بث FNC إلى البرازيل؛ ومع ذلك تم استبدال الإعلانات التجارية بـ Fox Extra. وهي متوفرة في عبوات Vivo TV .
الهند
متاحة من خلال خدمة البث المباشر هوتستار (المملوكة سابقًا لشركة FNC الأم تونتي فرست سينتشوري فوكس).
إندونيسيا
في إندونيسيا تتوفر في القناة 397 في First Media المزود التلفزيوني المدفوع.
المكسيك
يتم نقل البث الدولي للقناة بواسطة مزود الكابلات Izzi Telecom .
باكستان
في باكستان تتوفر قناة Fox News على PTCL Smart TV وعدد من مشغلي الكابل وآي بي تي في.
الفلبين
في الفلبين تتوفر قناة Fox News على Cignal Channel 131 وSky Cable Channels 138 (مترو مانيلا) و510 (إقليمي) وG Sat Channel 50.
اسكندنافيا
تم بث FNC بين عامي 2003 و2006 في السويد والدول الاسكندنافية الأخرى لمدة 16 ساعة في اليوم على TV8 (مع مقاطع Fox News Extra لتحل محل الإعلانات الأمريكية). وتم إسقاط Fox News بواسطة TV8 واستبدالها بالقناة الإخبارية الألمانية دويتشه فيله في سبتمبر 2006.
سنغافورة
في سنغافورة، يتم بث FNC على القناة 702 على منصة StarHub TV الرقمية لمشغل الكابل المدفوع كما تبث القناة الشقيقة سكاي نيوز.
جنوب أفريقيا
في جنوب إفريقيا يتم بث FNC على StarSat .
لا يقوم مشغل التلفزيون المدفوع الأكثر شهرة DStv بتقديم FNC في باقة قنواته.
أستراليا
في أستراليا يتم بث FNC على المزود المهيمن للتلفزيون المدفوع Foxtel المملوكة بنسبة 65٪ لشركة News Corp Australia، وهي الذراع الأسترالية لشركة News Corp والشقيقة لشركة Fox Corporation المالكة لـ FNC.
قناة الأخبار المحلية سكاي نيوز أستراليا مملوكة بالكامل لشركة News Corp Australia،  وبالتالي فهي قناة شقيقة فعلية لـ FNC، على الرغم من وجود شراكات رسمية مع منافس FNC سي إن إن وكذلك كل من إيه بي سي نيوز وسي بي إس نيوز.
كندا
كانت فوكس قد خططت في البداية لإطلاق مشروع مشترك مع شبكة التلفزيون العالمية التابعة لـ كانويست، والذي أطلق عليه مبدئيًا Fox News Canada، ليضم مزيجًا من البرامج الإخبارية الأمريكية والكندية. ونتيجة لذلك رفضت CRTC طلبًا عام 2003 يطلب إذنًا لقناة Fox News ليتم نقلها في كندا. وفي مارس 2004 قال مسؤول تنفيذي في شركة فوكس إن المشروع قد تم تجميده وفي نوفمبر من ذلك العام أضافت CRTC قناة Fox News إلى القائمة البيضاء للقنوات الأجنبية التي قد يبثها مقدمو خدمات التلفزيون.
فرنسا
فوكس نيوز متاحة عبر الكابل من خلال مزود الإنترنت الفرنسي المجاني على القناة 352. واعتبارًا من ربيع 2017 لم تعد القناة موجودة في تشكيلة Orange المزودة.
إسرائيل
في إسرائيل يتم بث FNC على القناة 105 من مزود الأقمار الصناعية ياس، بالإضافة إلى بثها على قناة Cellcom TV وPartner TV. ويتم بثه أيضًا على القناة 200 على مشغل الكابل HOT.
إيطاليا
في إيطاليا، يتم بث FNC على قناة سكاي إيطاليا. تم إطلاق Fox news على Stream TV في عام 2001، وانتقل إلى سكاي إيطاليا في عام 2003.
اليابان
على الرغم من توقف الخدمة في اليابان في صيف عام 2003، إلا أنه لا يزال من الممكن رؤيتها عبر Americable (موزع للقواعد الأمريكية)،  وMediatti (قاعدة كادينا الجوية)  وPan Global TV Japan.
هولندا
في هولندا تم نقل Fox News من قبل مزودي الكابلات UPC Nederland وCASEMA، ومزود الأقمار الصناعية Canaldigitaal؛ وجميعهم تركوا القناة في السنوات الأخيرة. وحالياً لا يبث القناة سوى مزود الكابل Caiway (المتوفر في عدد محدود من البلدات في الجزء الأوسط من البلاد). وتم نقل القناة أيضًا بواسطة مزود IPTV KNIPPR (المملوك لشركة تي موبايل).
نيوزيلندا
في نيوزيلندا يتم بث FNC على القناة 088 للمنصة الرقمية لمشغل الأقمار الصناعية SKY Network Television، وقد تم بثه في السابق على قناة New Zealand TV Prime المجانية (المملوكة لشركة SKY)؛ وتم إيقاف البث في يناير 2010 بعد انتهاء صلاحية رخصة البث. وكانت شركة News Corporation الأم السابقة لـ Fox News تمتلك حصة في كل من SKY وPrime حتى عام 2014.
المملكة المتحدة وايرلندا
تم نقل FNC في المملكة المتحدة بواسطة سكاي يو كي التي كانت مملوكة بنسبة 40 في المائة لشركة 21st Century Fox في ذلك الوقت، وتدير قناتها الإخبارية المحلية سكاي نيوز. في 29 أغسطس 2017 أسقطت Sky Fox News وقالت الإذاعة إن حملها لم يكن «مجدي تجاريًا» بسبب متوسط نسبة المشاهدة التي تقل عن 2000 مشاهد يوميًا. وقالت الشركة إن القرار لا علاقة له بالاستحواذ المقترح لشركة 21st Century Fox على ما تبقى من Sky plc (مما أدى في النهاية إلى حرب مزايدة أدت إلى استحواذ كومكاست بدلاً من ذلك).
أثارت الملكية المشتركة المحتملة مخاوف منتقدي الصفقة، الذين شعروا بأن سكاي نيوز يمكن أن تخضع بشكل مماثل لتحول إلى تنسيق عنيد مع وجهة نظر يمينية. ومع ذلك فإن مثل هذه الخطوة من شأنها أن تنتهك قواعد أوفكوم للبث، والتي تتطلب من جميع البرامج الإخبارية إظهار الحياد الواجب. وقد انتهك بث القناة في البلاد هذه القاعدة في عدة مناسبات بينما انتهكت القناة أيضًا قواعد الصمت الانتخابي من خلال بث تحليل استفتاء خروج بريطانيا من الاتحاد الأوروبي 2016 بينما كان الاقتراع لا يزال جارياً (تم حجب القناة أثناء فتح الاقتراع خلال الانتخابات العامة 2017 للامتثال للقاعدة).

## شخصيات بارزة

### مضيفو البرنامج
- بريت باير
- ماريا بارتيمورو
- Jedediah Bila
- شانون بريم
- ويل كين (محرر)
- تاكر كارلسون
- Neil Cavuto
- لو دوبز
- Steve Doocy
- آشلي إيرهارد [الإنجليزية]
- هاريس فولكنير
- ميليسا فرنسيس
- Greg Gutfeld
- شان هانيتي
- بيترهيغسيث
- Bill Hemmer
- ستيف هيلتون
- لورا انغرام
- Brian Kilmeade
- هوارد كيرتز
- مارك ليفن [الإنجليزية]
- Martha MacCallum
- Jillian Mele
- Arthel Neville
- دانا بيرينو
- Jeanine Pirro
- جون سكوت (صحفي)
- اريك شون
- ساندرا سميث (صحفية)
- Leland Vittert
- كريس والاس (صحفي)
- Jesse Watters
- خوان وليامز

### المراسلين
- ماني ألفاريز
- Julie Banderas
- إليسون باربر
- Christine Clayburg
- Kevin Corke
- كلوديا كوان
- جانيس دين
- Peter Doocy
- Mike Emanuel
- Kristin Fisher
- ليا غابرييل
- Trace Gallagher
- Anna Gilligan
- لورين غرين
- جنيفر غريفين
- بنجامين هال (صحفي)
- Molly Henneberg
- بريت هيوم
- فيل كيتينغ
- كينيدي (ممثلة)
- Rick Leventhal
- مولي لاين
- Bryan Llenas
- Dagen McDowell
- هولي مكاي
- أندرو نابوليتانو
- Kate Obenshain
- تشارلز باين (صحفي)
- Katie Pavlich
- Todd Piro
- جيرالدو ريفيرا
- جون روبرتس (صحفي)
- Carley Shimkus

### الضيوف والمساهمون المنتظمون
- Keith Ablow
- Mike Baker  [لغات أخرى]‏
- قاي بنسون (مقدم برامج إذاعية)
- Donna Brazile[325]
- تامي بروس
- Rep. Jason Chaffetz
- Emily Compagno
- مو الليثي[326]
- ايزكيل ايمانويل[326]
- نايجل فاراج[327]
- آري فلايشر
- ستيف فوربس
- نيوت جينجريتش
- برنارد غولدبرغ (كاتب)
- جونا غولدبرغ
- ماري هارف[326]
- Stephen F. Hayes
- مولي هيمنغواي[326]
- Governor مايك هاكابي
- تشارلز هرت
- Santita Jackson
- Robert Jeffress
- دينيس كوسينيتش
- تومي لارن
- لاري إيلدر
- ليو تيريل
- جيرالدو ريفيرا
- جون برادشو ليفيلد
- ريتش لوري
- Frank Luntz
- Leslie Marshall  [لغات أخرى]‏
- دينيس ميلر
- جوديث ميلر
- Fr. جوناثان موريس
- أوليفر نورث
- بورغس أوينز[328]
- كانداس أوينز
- Katie Pavlich
- تشارلز باين (صحفي)
- كارل روف
- سارة هاكابي ساندرز
- Nicole Saphier
- ميرسيدس شلاب
- Douglas Schoen
- بين شابيرو
- مارك سيغل
- بين شتاين
- كاثرين تيمبف
- Joe Trippi
- Jonathan Turley
- برودس كلاي
- Stuart Varney
- Brett Velicovich
- Jason Whitlock
- Lis Wiehl
- بايرون يورك

### المضيفين والمساهمين السابقين
- جيم أنغل
- لويس أغيري (مضيف الصباح السابق، الآن في WPLG في ميامي)
- داري الكسندر (الآن في WNYW في مدينة نيويورك)
- جنيفر أشتون (الآن في إيه بي سي نيوز)
- Tiki Barber (الان مع شبكة CBS الرياضية)
- فرد بارنز
- رودي بختيار (الآن مدير العلاقات العامة لتحالف الشؤون العامة للأمريكيين الإيرانيين)
- غلين بيك (مضيف العصر السابق؛ الآن في TheBlaze)
- بوب بيكيل (تم إنهاؤه وسط تصريحات عنصرية).
- ليزا برنارد (مراسلة ترفيهية)
- توني بلانكلي (متوفى)
- إريك بولينج (تم إنهاء الخدمة بسبب مزاعم التحرش الجنسي)
- جون بولتون (غادر ليصبح مستشار الأمن القومي الأمريكي)
- ديف بريغز (الان في CNN)
- باتي آن براون
- سكوت براون (سياسي)
- اريك بورنس (لم تتجدد)
- بريندا بوتنر (متوفى)
- باتريك كاديل (متوفى)
- جوزيف أ. كافاسو (تنحى عن منصبه بسبب مزاعم بأنه أفرط في تمثيل سجله العسكري)
- هيرمان كين (متوفى)
- كارل كاميرون (تقاعد في أغسطس 2017)
- أليسين كاميروتا (الآن في سي إن إن)
- غريتشين كارلسون
- بن كارسون (انضم إلى حكومة ترامب)
- ستيف سنتاني (تقاعد في أغسطس 2014)
- هيثر تشايلدرز (منتهية)
- ليز تشيني (الآن في الخدمة العامة)
- كيران شيتي (عملت لاحقًا في CNN)
- ويسلي كلارك (الان في CNN)
- آلان كولمز (متوفي)
- ريتا كوسبي (عملت لاحقًا في إم إس إن بي سي)
- Catherine Crier (الآن في ترو تي في)
- مونيكا كرولي
- ستايسي داش (لم تتجدد)
- جيل دوبسون
- Laurie Dhue (لم تتجدد)
- مات دردج
- Darby Dunn (الآن في سي إن بي سي)
- Erick Erickson (الآن في راديو WSB في أتلانتا)
- دونا فيدوتشيا (لم تعد نشطة في صناعة الأخبار الكبلية، ذهبت إلى عقارات جورجيا)
- ريك فولباوم (الآن في WFOR-TV)
- هارولد فورد الابن (الآن في MSNBC)
- كورتني فريل (الآن في KTLA-TV)
- نيل فابلر
- ميجر غاريت (الآن في سي بي إس نيوز)
- جون جيبسون (صحفي)
- ألكسيس غليك (غادر فوكس بيزنس في ديسمبر 2009؛ الآن في سي إن إن)
- ويندل جولر (متوفى)
- كيمبرلي غيلفويل
- ماري كاثرين هام (الآن في سي إن إن)[329]
- إليزابيث هاسلبيك
- إد هنري (تم الإنهاء بسبب مزاعم التحرش الجنسي)
- كاثرين هيريدج (الان في أخبار سي بي اس)
- إي. د. هيل (الآن في سي إن إن)
- مارك لامونت هيل (الان في BET وCNN)
- كيت هوفر (الآن في تي إل سي (قناة))
- مارغريت هوفر (الان في PBS وCNN)
- بيج هوبكينز [الإنجليزية] (غادر الشبكة 26 سبتمبر 2008؛ الآن في MSNBC)
- آدم هوسلي
- Juliet Huddy (الآن في راديو WABC  [لغات أخرى]‏)
- Abby Huntsman (الآن في "The View" على ABC)
- كارول يوفانا (تدير الآن شركة إنتاج)
- مارفين كالب (لم تتجدد)
- جون كيسيك (خدم لاحقًا فترتين بصفته حاكم ولاية أوهايو من 2011 إلى 2019)
- تيري كينان (متوفى)
- غريغ كيلي (الآن في Newsmax TV)
- ميغين كيلي (انتقل إلى NBC News؛ غادر NBC في يناير 2019)
- مورت كوندراك
- Anna Kooiman (الآن في شبكة تن)
- تشارلز كروثامر (متوفى)
- وليام كريستول
- جينا لي (صحفية)
- هارفي ليفين
- Andy Levy (الآن في HLN)
- دانا لويس (الآن في WSAW-TV في Wausau)
- ج. جوردون ليدي
- راشيل مارسدن (مساهمة وعضو لجنة "العين الحمراء"؛ تعيش الآن في فرنسا)
- ميغان ماكين (الآن في  The View  على ABC)
- بيل ماكودي
- زيل ميلر
- ماريا مولينا
- كلايتون موريس
- ديك موريس (مساهم، لم تتجدد)
- هيذر نويرت (الآن زميل أول في معهد هدسون)
- سكوتي نيل هيوز (تم إنهاؤه)
- جوان نوسوتشينسكي
- روبرت نوفاك (متوفى)
- بيل أورايلي (تم إنهاؤه وسط مزاعم بالتحرش الجنسي)
- باربرا أولسون (قُتل في هجمات 11 سبتمبر في 2001).
- مورغان أورتاغوس (الآن المتحدث باسم وزارة الخارجية الأمريكية)
- المقدم رالف بي
- جوليان فيليبس
- كريستين باورز (الآن في CNN)
- Elizabeth Prann (الآن في HLN)
- جوديث ريغان
- جولي روجينسكي
- إد رولينز (لم تتجدد)
- جيمس روزين (صحفي) (الآن في مجموعة سينكلير برودكاست)
- ريك سانتورم (الآن مع CNN)
- روب شميت (الآن في Newsmax TV)
- مايك شنايدر (غادر لـ Bloomberg Television، الأحدث في NJTV)
- لورا شوارتز
- بوب سيلرز (كان مذيعًا مشاركًا صباحًا في WZTV في ناشفيل حتى عام 2016)
- سوزان سينا
- ديفيد شوستر (الآن في i24NEWS)
- جين سكينر
- شيبرد سميث (الآن في CNBC)
- توني سنو (أصبح السكرتير الصحفي للبيت الأبيض، متوفى)
- جون ستوسيل
- أندريا تانتاروس
- كال توماس (لم تتجدد)
- Greta Van Susteren (غادر لـ MSNBC، الآن في Gray Television)
- ليندا فيستر
- جورج ويل (صحفي) (الآن في ان بي سي نيوز وام اس ان بي سي)
- براين ويلسون (مضيف وقت القيادة الصباحية حاليًا على WMAL-FM)
- باولا زان (غادر لـ CNN، الآن في اكتشاف التحقيق)

## روابط خارجية
- الموقع الرسمي
- "Fox+News"، Core.ac.uk، مؤرشف من "Fox+News" الأصل في 2022-04-08، وصول مفتوح research papers